# Sự kiện tuyệt chủng kỷ Đệ Tứ

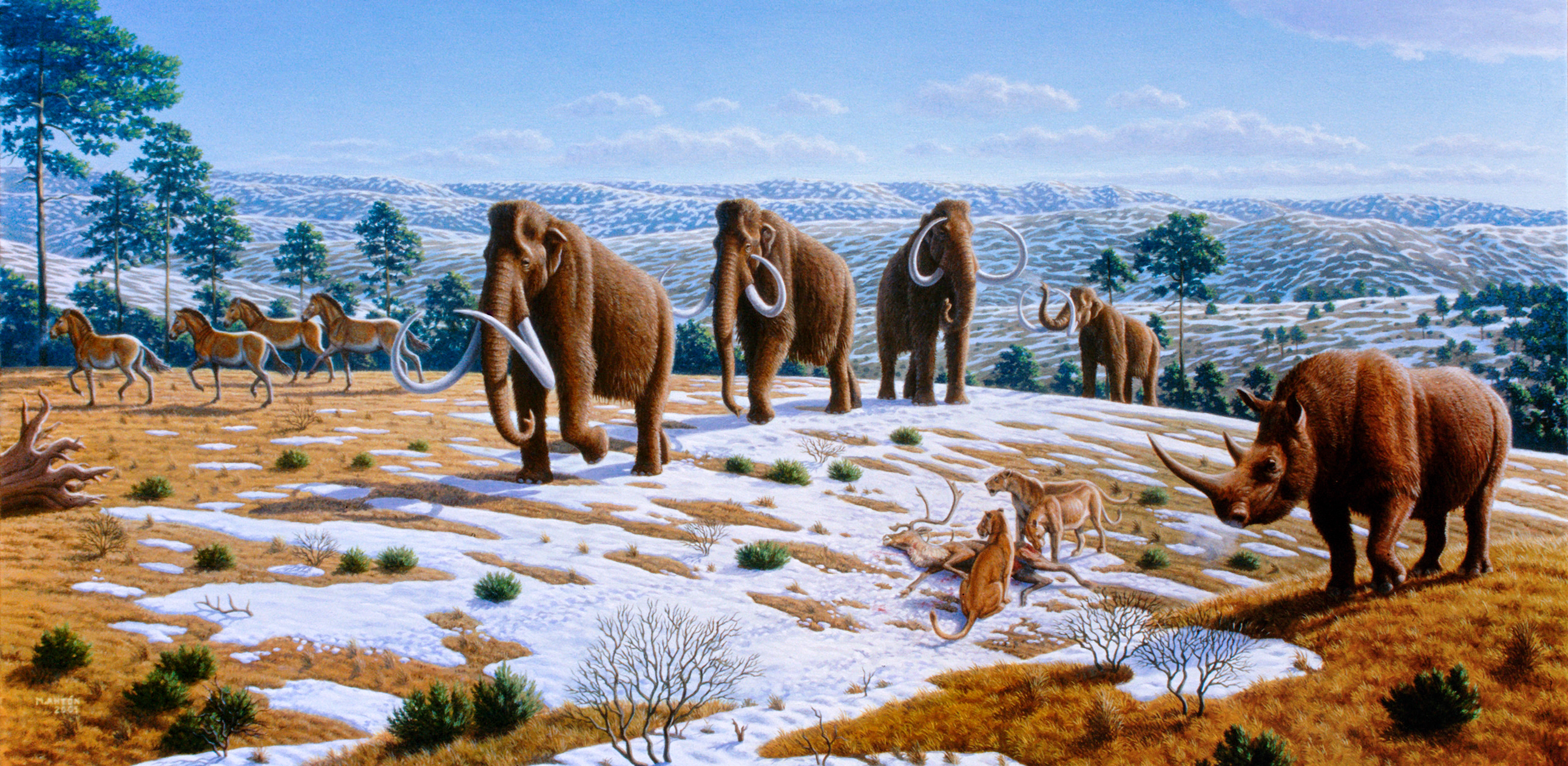
Cảnh quan hoang dã vào Thế Canh Tân muộn ở Bắc Tây Ban Nha, bởi Mauricio Antón (trái sang phải: Equus ferus, Mammuthus primigenius, Rangifer tarandus, Panthera leo spelaea, Coelodonta antiquitatis)

Kỷ Đệ tứ (từ 2.588 ± 0,005 triệu năm trước cho đến nay) đã chứng kiến sự tuyệt chủng của nhiều loài vật chủ yếu là động vật lớn, dẫn đến sự sụp đổ về mật độ và sự đa dạng của động vật và sự tuyệt chủng của các tầng lớp sinh thái quan trọng trên toàn cầu. Sự kiện nổi bật nhất ở cuối thế Canh Tân muộn khác biệt với các xung tuyệt chủng Đệ tứ trước đó bởi sự vắng mặt của diễn thế sinh thái để thay thế các loài đã tuyệt chủng và hậu quả là sự thay đổi chế độ của các mối quan hệ và môi trường sống sinh thái được thiết lập trước đó.
Những thương vong sớm nhất xảy ra vào khoảng 130.000 TCN (khởi đầu của Canh Tân muộn). Tuy nhiên, phần lớn các trường hợp tuyệt chủng trên lục địa Á-Phi-Âu và Châu Mỹ đã xảy ra trong quá trình chuyển tiếp từ thế Canh Tân sang thế Toàn Tân (13.000 TCN đến 8.000 TCN). Làn sóng tuyệt chủng này không dừng lại ở cuối thế Canh Tân, mà tiếp tục, đặc biệt là trên các hòn đảo bị cô lập, trong các sự kiện tuyệt chủng do con người gây ra, mặc dù có tranh luận về việc liệu chúng nên được tách thành các sự kiện riêng biệt hay gom lại thành cùng một sự kiện.
Trong số các nguyên nhân giả thuyết được đưa ra của các nhà cổ sinh vật học, săn bắt quá mức do sự xuất hiện rộng rãi của con người và biến đổi khí hậu tự nhiên được coi là yếu tố chủ đạo. Con người hiện đại lần đầu tiên xuất hiện vào thế Canh Tân trung ở Châu Phi, và bắt đầu thiết lập các quần thể liên tục, lâu dài ở Âu-Á và Úc từ 120.000 TCN và 63.000 TCN, và Châu Mỹ từ 22.000 TCN.
Một biến thể của giả thuyết trước đây là giả thuyết săn mồi bậc hai, tập trung nhiều hơn vào thiệt hại gián tiếp gây ra bởi sự cạnh tranh quá mức với những kẻ săn mồi không phải con người. Các nghiên cứu gần đây có xu hướng ủng hộ lý thuyết giết quá mức của con người.

## Sự kiện tuyệt chủng Canh Tân hoặc kỷ Băng Hà
Sự kiện tuyệt chủng cuối kỷ Canh Tân gây ra sự tuyệt chủng của nhiều loài động vật có vú nặng trên 40 kg. Số lượng tuyệt chủng của các động vật lớn ngày càng tăng dần theo tỉ lệ thuận với khoảng cách con người di cư khỏi châu Phi.
- Tại vùng châu Phi Hạ Sahara, 8 trong số 50 (16%) các loài động vật có vú lớn đã bị tuyệt chủng.
- Ở châu Á, 24 trên 46 (52%)
- Ở châu Âu, 23 trên 39 (59%)
- Ở Australasia, 19 trên 27 (71%)
- Ở Bắc Mỹ, 45 trên 61 (74%)
- Ở Nam Mỹ, 58 trong số 71 (82%)

Không có bằng chứng về sự tuyệt chủng của các động vật lớn ở đỉnh điểm của Cực đại băng hà cuối cùng, chỉ ra rằng sự gia tăng thời tiết lạnh và băng không phải là yếu tố. Có ba giả thuyết chính liên quan đến sự tuyệt chủng Canh Tân:
- thay đổi khí hậu liên quan đến sự tiến và rút của các mũ băng và dải băng lớn
- "săn bắn quá mức thời tiền sử"[15]
- sự tuyệt chủng của voi ma mút lông xoắn khiến các đồng cỏ rộng lớn trở thành rừng bạch dương, và các vụ cháy rừng sau đó đã làm khí hậu thay đổi.[16] Hiện nay chúng ta biết rằng ngay sau sự tuyệt chủng của voi ma mút, rừng bạch dương đã thay thế đồng cỏ và một kỷ nguyên cháy rừng đáng kể bắt đầu.[17]

Thoái hóa loài của chi Homo.

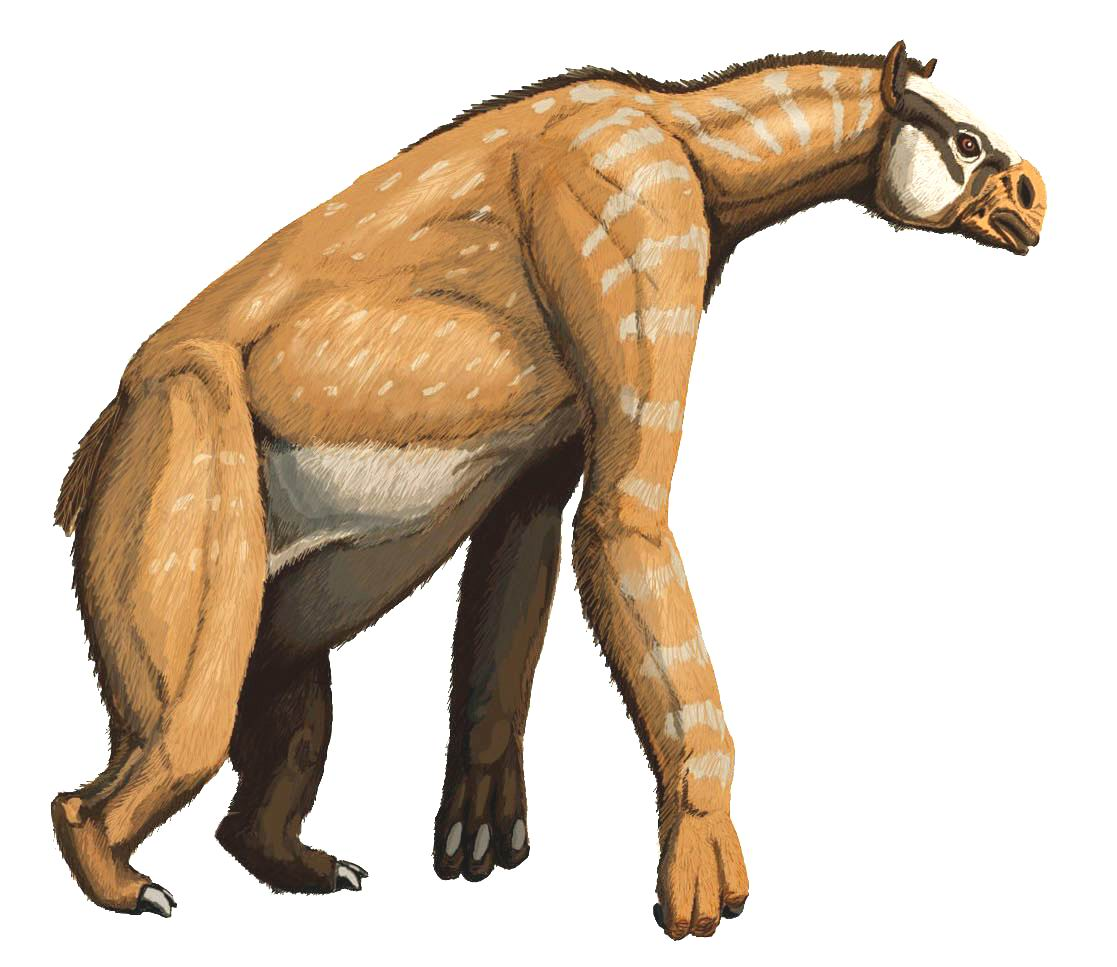
Chalicothere biến mất khỏi châu Phi và châu Á vào thế Canh Tân sớm

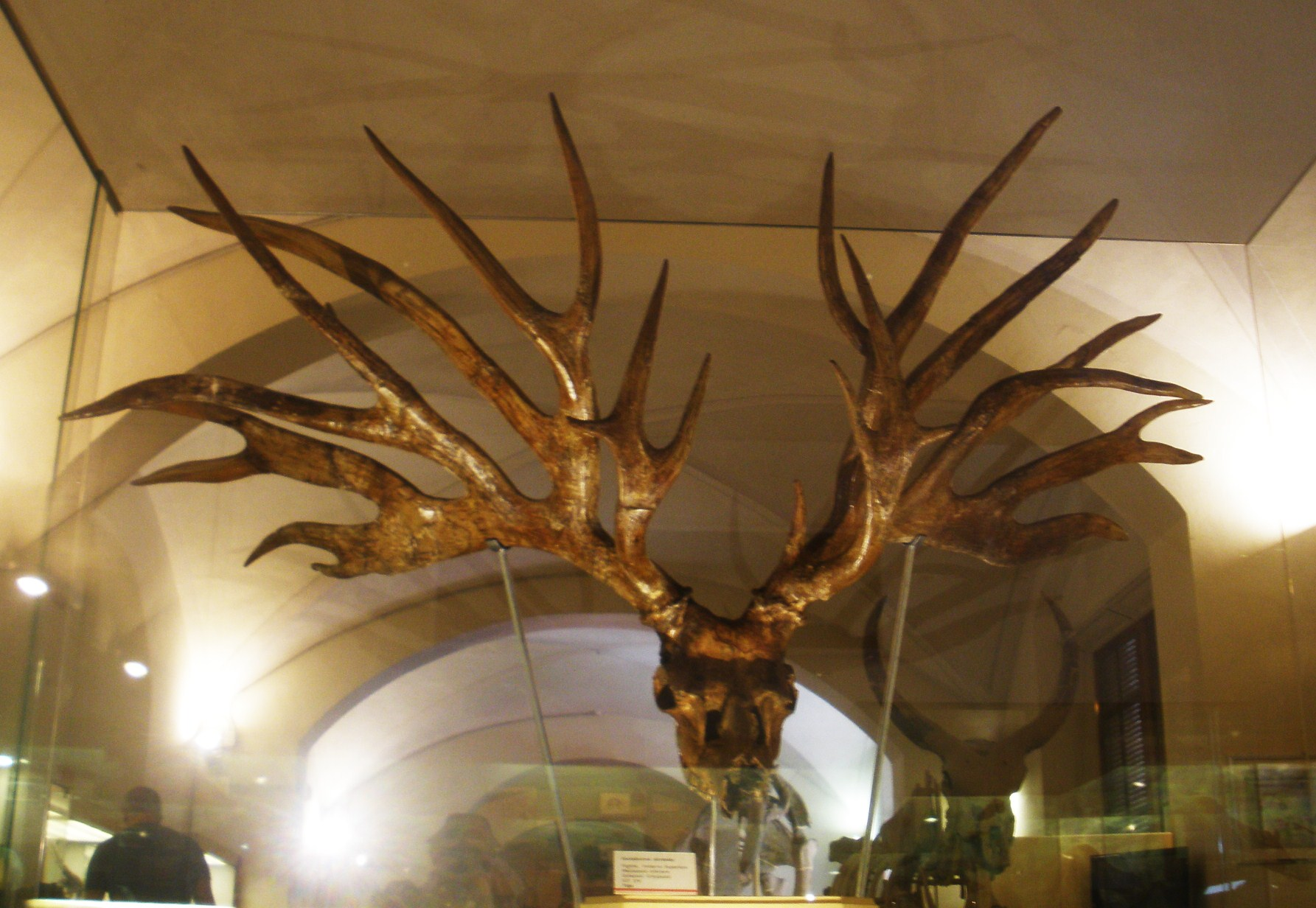
Hóa thạch sọ Eucladoceros, Museo di Paleontologia di Firenze

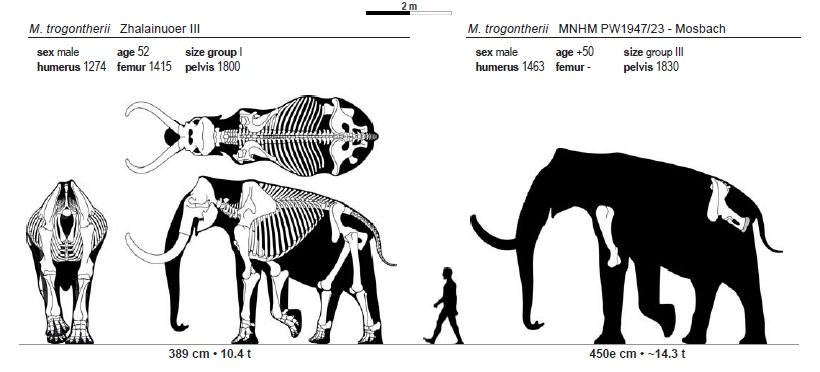
Ma mút thảo nguyên (Kích thước Mammuthus trogontherii)

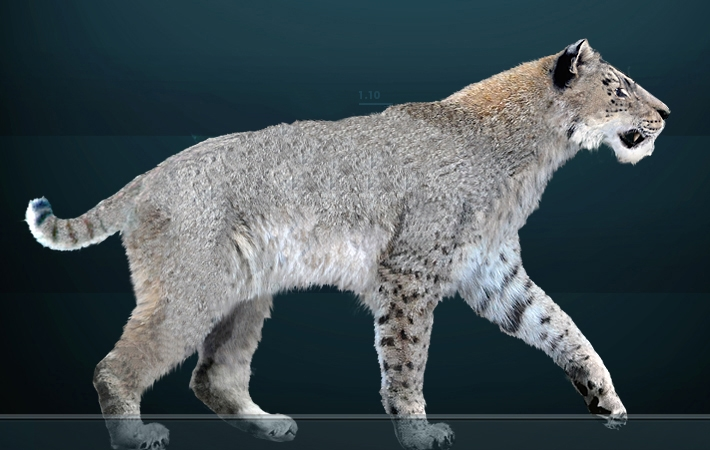
Phục dựng Homotherium- tuy Homotherium tuyệt chủng địa phương tại châu Phi 1.5 mya, chúng đã bành trướng khắp Á-Âu và Mĩ châu, một số sót lại tại tại Nam Mỹ cho tới Canh Tân trung, và tuyệt chủng khắp trên thế giới vào thế Canh Tân muộn.

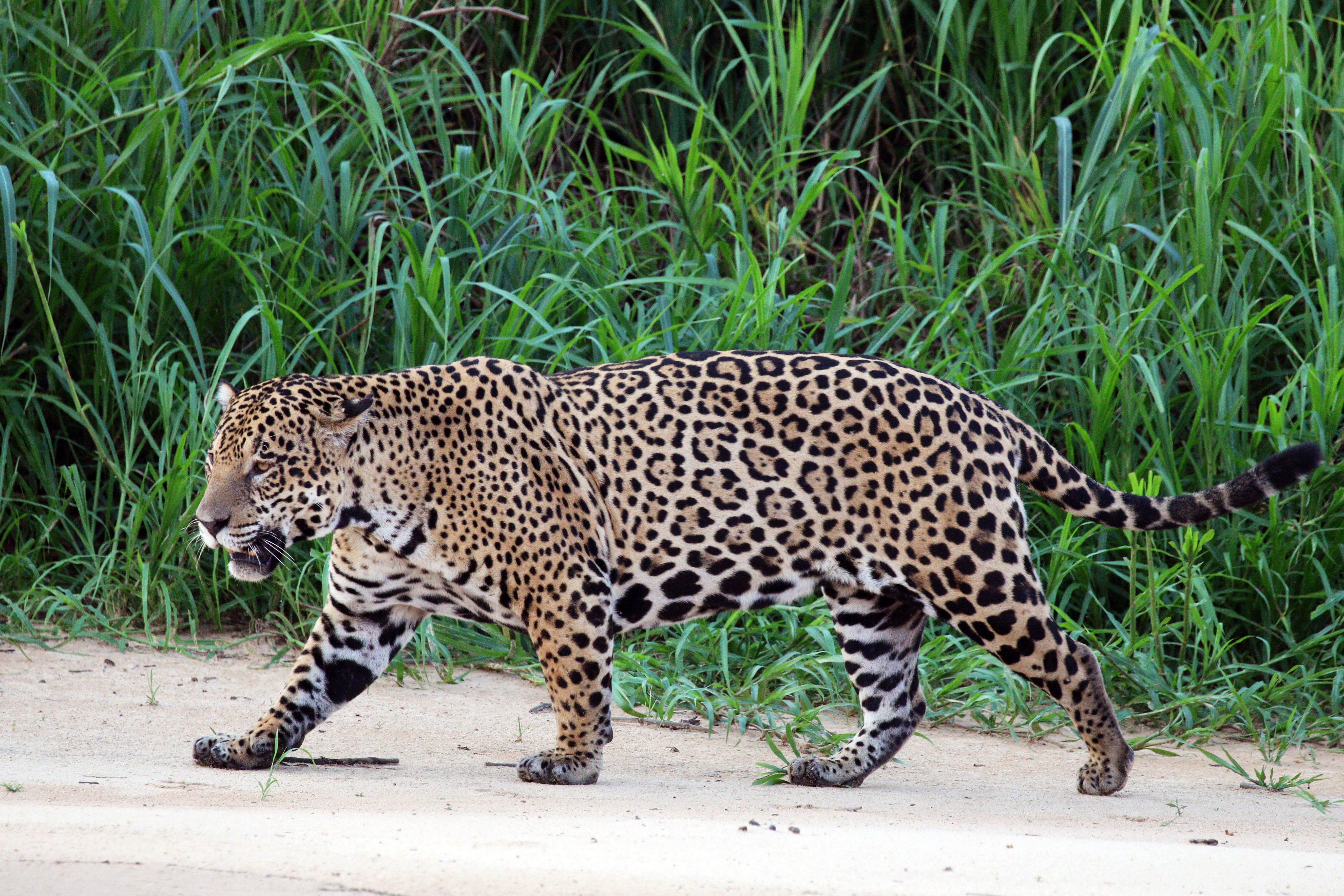
Loài báo đốm Mỹ hiện đại (Panthera onca), giờ chỉ sống ở châu Mỹ, có nguồn gốc từ châu Á, trước khi di cư tới hai bên Bering- châu Âu dưới dạng Báo đốm châu Âu, và ở châu Mỹ dưới dạng tổ tiên của loài ngày nay.

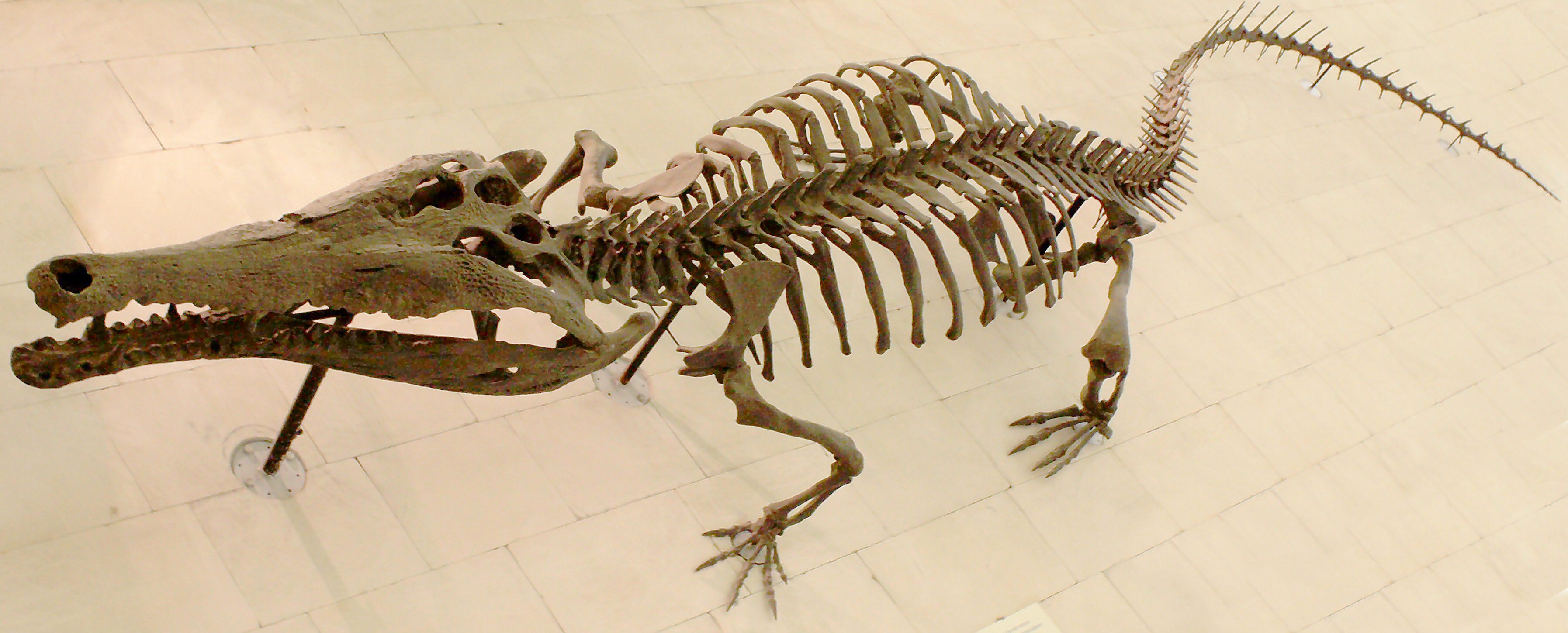
Toyotamaphimeia machikanense; một loài cá sấu tomistomine dài 8 m được phát hiện ở Osaka Prefecture, Nhật Bản.

Tái dựng loài Paranthropus robustus, bởi Mauricio Antón.

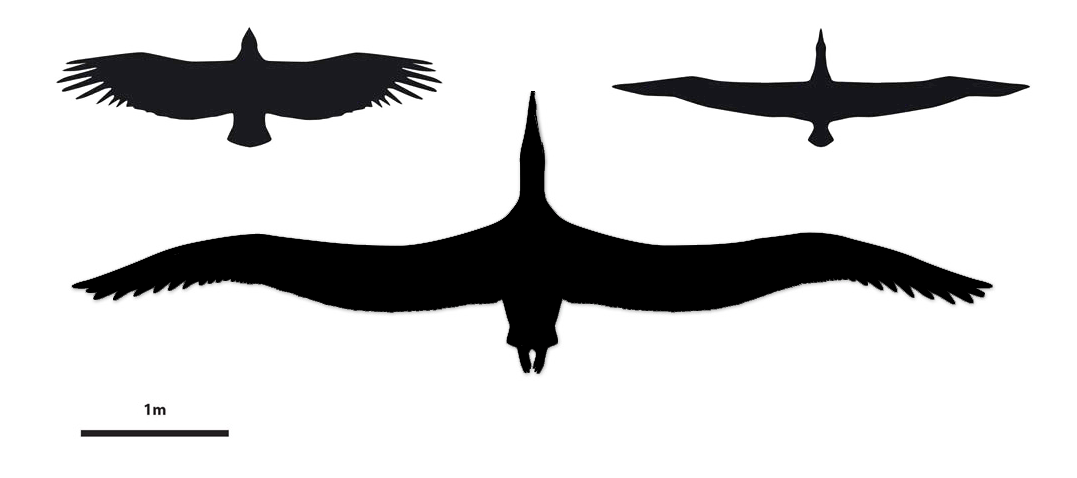
Pelagornis sandersi so sánh với Thần ưng Andes (Vultur gryphus) và Diomeda exulans)

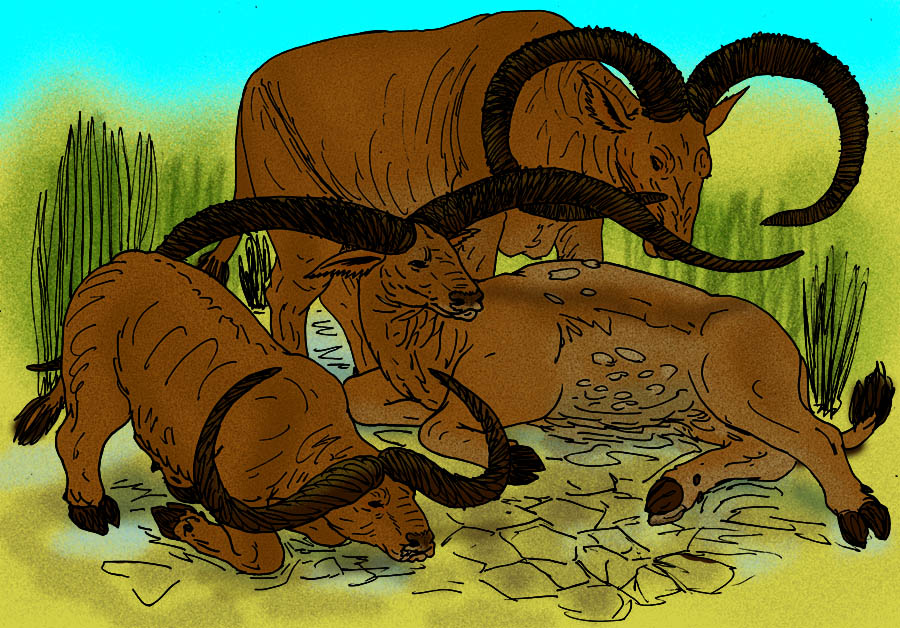
Phục dựng 3 loài Trâu bò Canh Tân là chiPelorovis Đằng sau là P. oldowayensis. Nằm ở phía trước là P. turkanensis, với chiều dài sừng từ 3 đến 4 m từ bên sang bên. Đang quỳ là loài giống trâu nước P. antiquus.

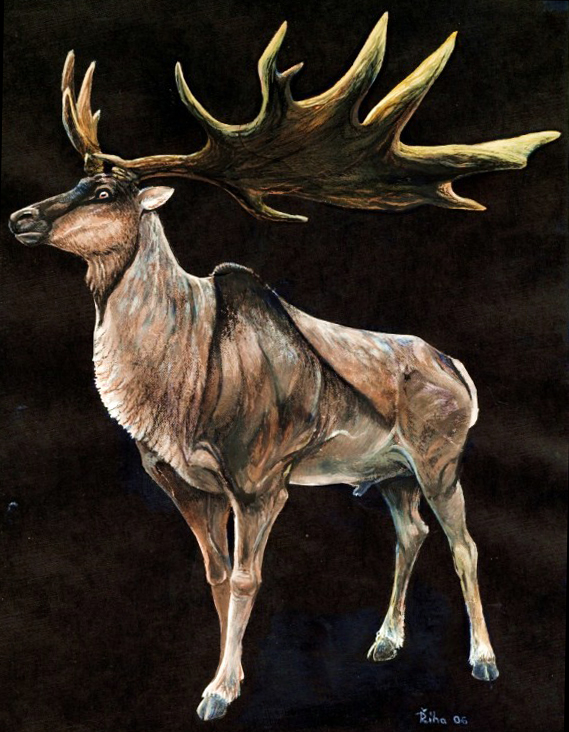
Hươu sừng tâm khổng lồ đã tuyệt chủng

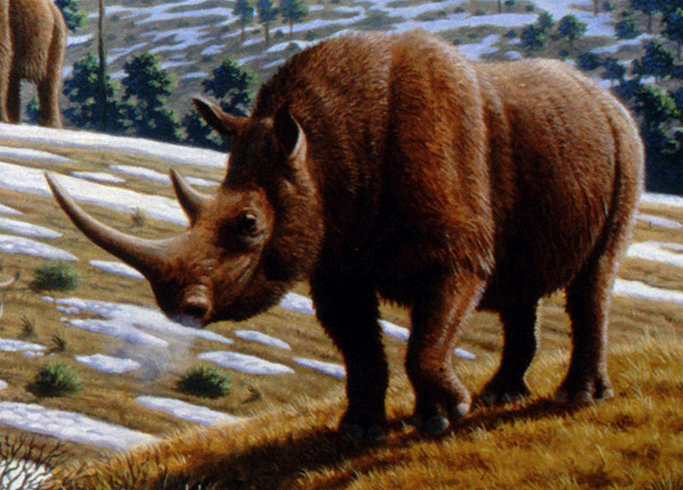
Một con tê giác lông mượt (Coelodonta antiquitatis).

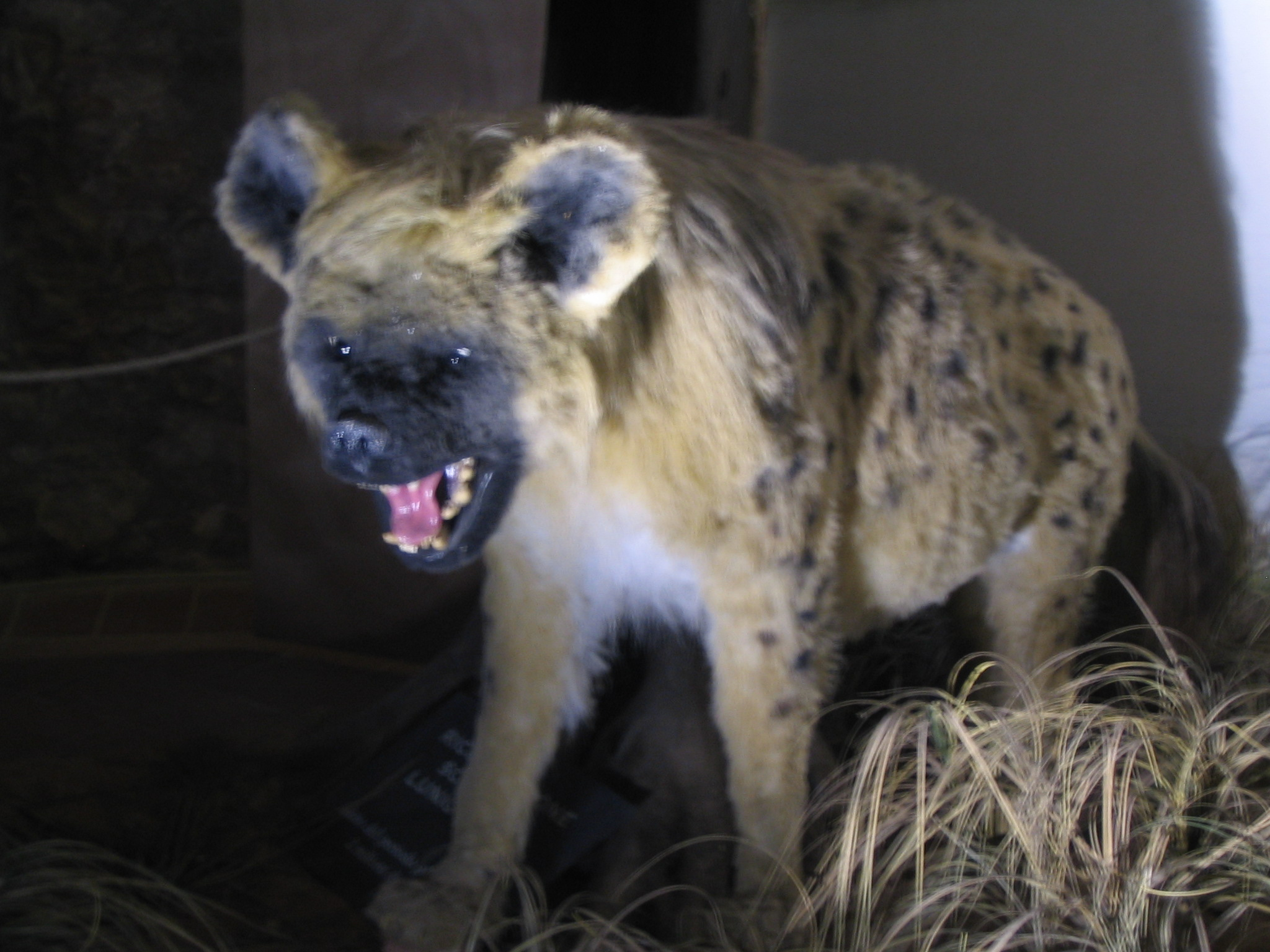
Mô hình một con linh cẩu hang (Crocuta crocuta spelea).

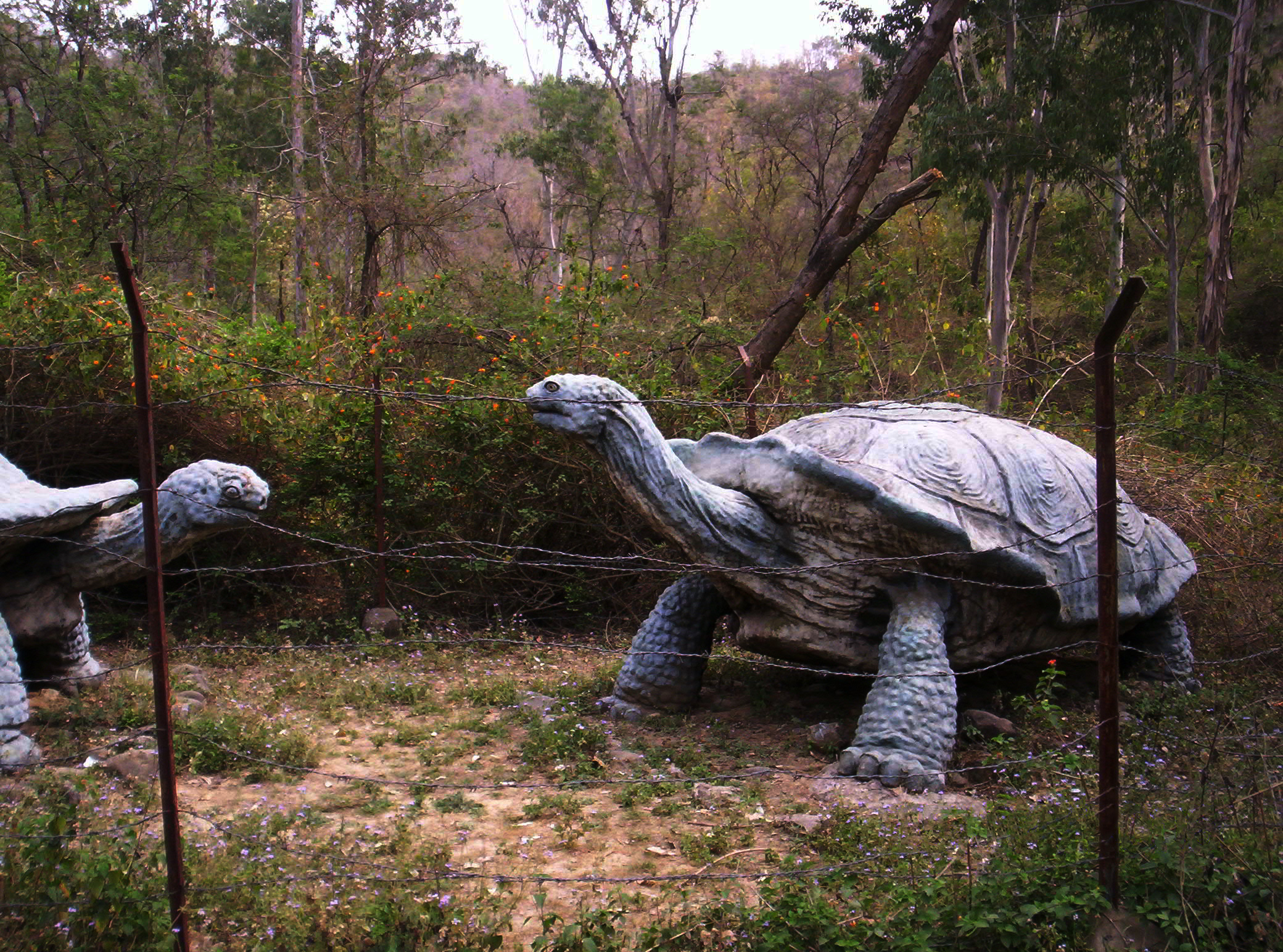
Phục dựng Megalochelys atlas

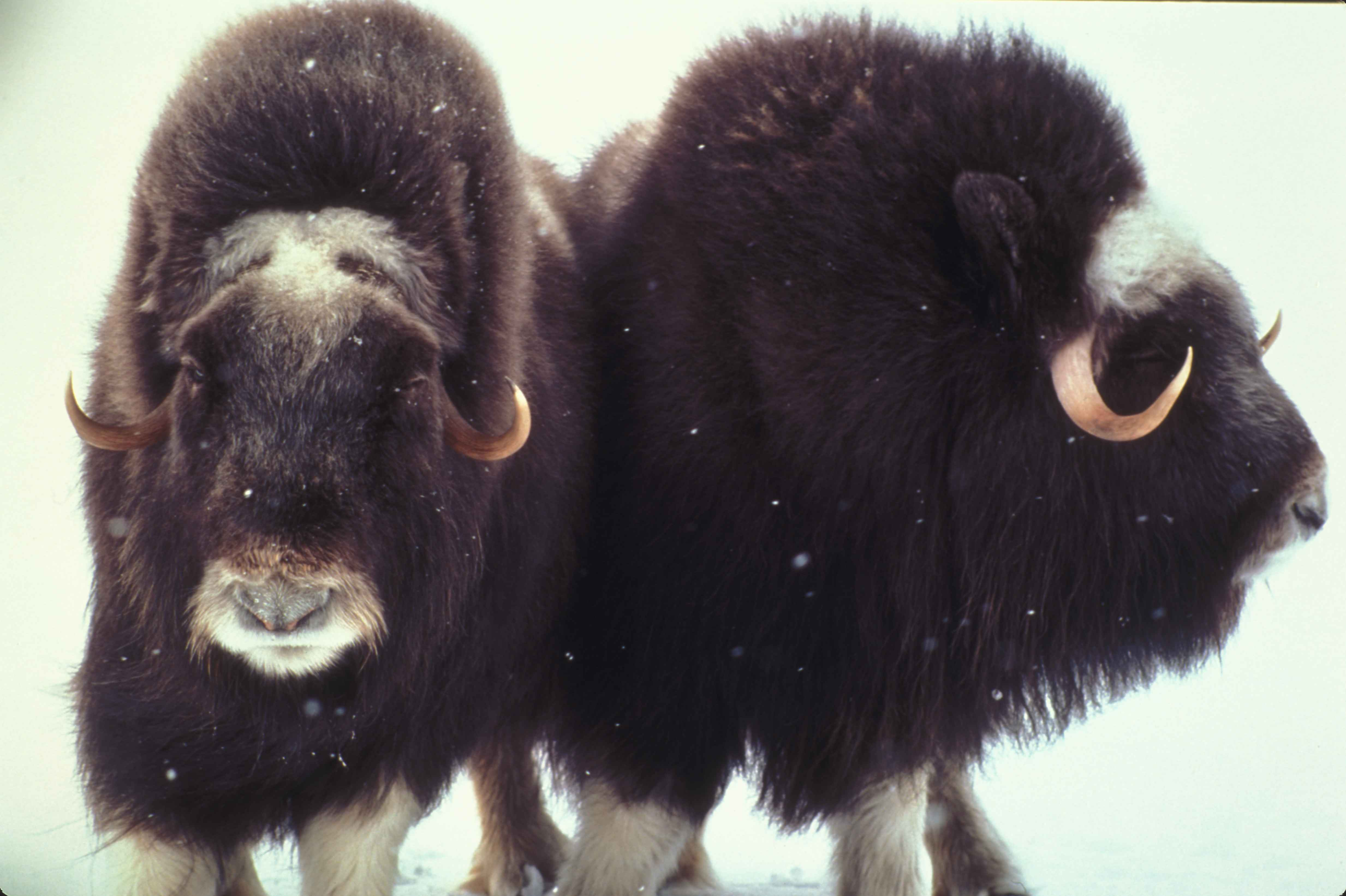
Bò xạ, hiện diện ở Tây Ban Nha tới Greenland trong thế Canh Tân muộn, tuyệt chủng địa phương hoàn toàn ở Á-Âu bởi thế Toàn Tân subatlantic- các nỗ lực đưa bò xạ từ Cận Cực đã củng cố vùng phân bố của chúng ở Bắc Cực.

Các tuyến đường di cư của H. sapiens.

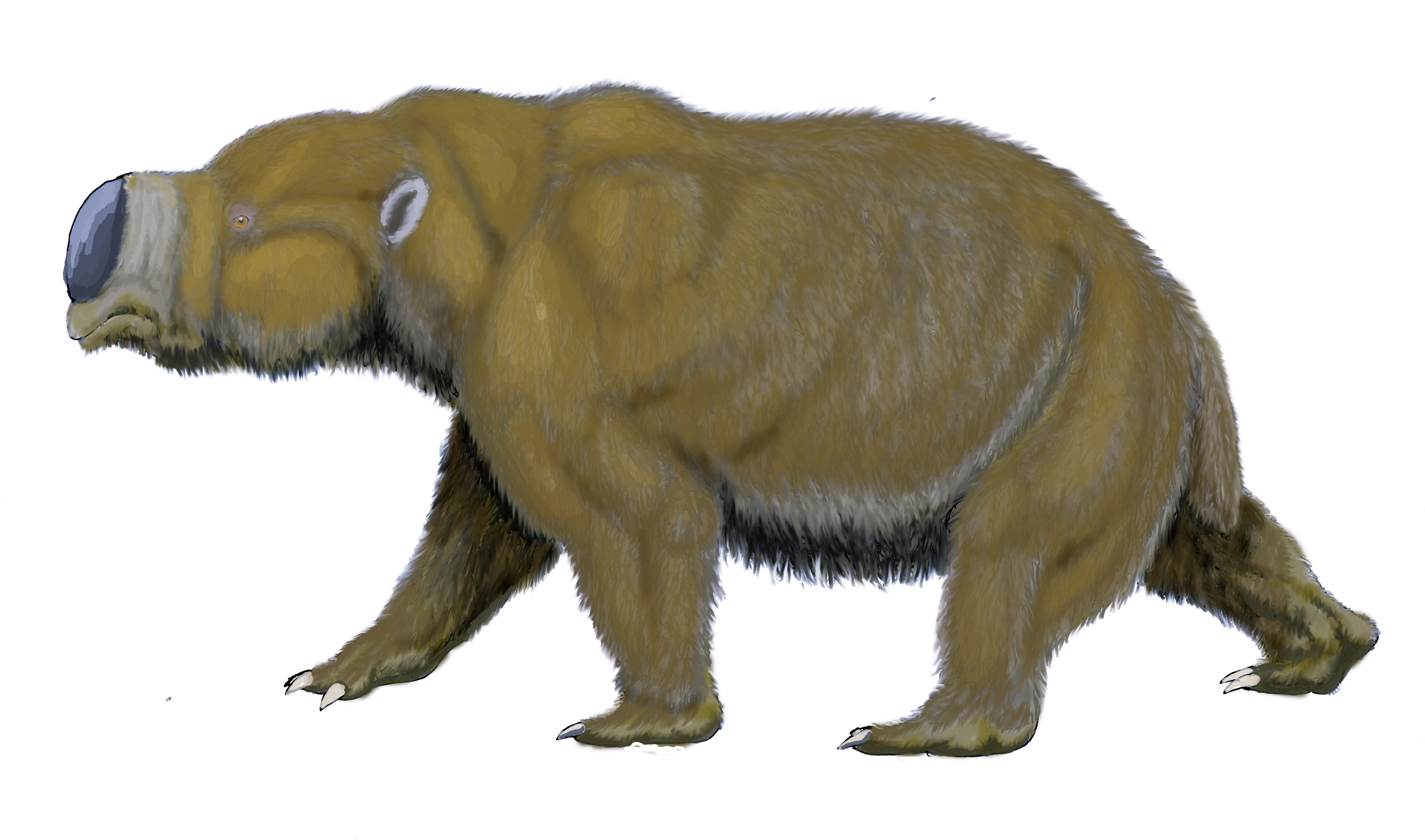
Diprotodon tuyệt chủng vào khoảng 50,000 năm trước.

### Châu Phi và Nam Á
Các vùng nhiệt đới trong Cựu thế giới đã tương đối không bị ảnh hưởng bởi sự tuyệt chủng trong thế Canh Tân muộn. Châu Phi hạ Sahara và Nam Á là những khu vực duy nhất có động vật có vú trên cạn nặng hơn 1000 kg hiện nay. Tuy nhiên, có những dấu hiệu cho thấy các sự kiện tuyệt chủng động vật lớn suốt thế Canh Tân ở đây, đặc biệt là ở Châu Phi hai triệu năm trước, trùng với các giai đoạn quan trọng trong tiến trình tiến hóa của con người và xu hướng khí hậu. Cái nôi của sự tiến hóa và bành trướng của loài người, Châu Phi và Châu Á là nơi sinh sống của các vượn nhân tiên tiến sớm nhất vào khoảng 2 triệu năm trước, với Homo habilis ở Châu Phi và Homo erectus trên cả hai lục địa. Do sự ra đời và sinh sôi của Homo sapiens vào khoảng 315.000 TCN, các loài chiếm ưu thế bao gồm Homo heidelbergensis ở Châu Phi, Người Denisova và người Neanderthal (hậu duệ H. heidelbergensis) ở Á-Âu, và Homo erectus ở Đông Á. Cuối cùng, trên cả hai lục địa, các nhóm này và các quần thể của các loài Homo khác đã bị sụt giảm bởi sự mở rộng lãnh thổ liên tiếp của H. sapiens. Có bằng chứng về một sự kiện di cư sớm vào khoảng 268.000 TCN và sau đó trong các phân tích di truyền học của người Neanderthal, tuy nhiên, xác định niên đại sớm nhất đối với các nơi cư trú của H. sapiens là 118.000 TCN ở Ả Rập, Trung Quốc và Israel, và 71.000 TCN tại Indonesia. Ngoài ra, những cuộc di cư châu Á đầu tiên này không những còn để lại dấu ấn di truyền trên các quần thể Papuan hiện đại, mà các đồ gốm lâu đời nhất được biết đến đã được tìm thấy ở Trung Quốc, có niên đại vào khoảng 18.000 TCN. Đặc biệt là vào cuối thế Canh Tân, sự đa dạng của động vật lớn đã giảm đáng kể trên cả hai lục địa này, thường không được thay thế bởi các hệ động vật kế tiếp tương đương. Biến đổi khí hậu đã được cho là một nguyên nhân nổi bật của đợt tuyệt chủng ở Đông Nam Á.
Động vật lớn đã biến mất ở Châu Phi hoặc Châu Á trong thế Canh Tân sớm và giữa bao gồm:
- Nhiều loài giraffid (e.g. Giraffa jumae; Giraffa Tuyệt chủng địa phương tại châu Á trong thế Canh Tân trung)[47]
- Paracamelus
- Camelus moreli
- Soergelia
- Damalops
- Parmularius
- Nhiều loài Gazella sp.[48] (e.g. Gazella psolea)
- Makapania
- Dubois’ antelope (Dubosia santeng)[49]
- Bos acutifrons
- Một vài loài warthog chẳng hạn như Metridiochoerus
- Kolpochoerus
- Chalicothere (vd. Ancylotherium, Nestoritherium)
- Hải li Á Âu khổng lồ (Trogontherium)
- Hypolagus
- Hippopotamus gorgops (một loài hà mã khổng lồ)
- Serengetilagus[50]
- Various members of Equidae
  - Equus stenonis
  - Eurygnathohippus
  - Hipparion
- Các thành viên của họ Cervidae
  - Cervavitus
  - Eucladoceros
  - Libralces
  - Praemegaceros
- Nhiều thành viên của bộ Proboscidea
  - Deinotheriidae (vd. Deinotherium)
  - Elephas celebensis
  - Gompotheriidae sp. (vd. Anancus, Gomphotherium et Sinomastodon)
  - Mammuthus sp.
    - Mammuthus africanavus
    - Mammuthus meridionalis
    - Mammuthus trogontherii

  - Palaeoloxodon antiquus[51][52]
  - Tetralophodon
  - Stegolophodon[53]
  - Zygolophodon
- Metaxytherium
- Linh cẩu chạy (Chasmaporthetes)
- Linh cẩu khổng lồ (Pachycrocuta)
- Gấu ăn thịt khổng lồ (Agriotherium)
- Gấu Auvergne (Ursus minimus)
- Gấu trúc lùn (Ailuropoda microta) et Ailuropoda wulingshanensis[54]
- Viverra leakeyi
- Rái cá gấu châu Phi (Enhydriodon dikikae)[20]
- Họ Chó sp.
  - Canis falconeri
  - Lycaon sekowei
  - Megacyon merriami
  - Xenocyon lycaonoides
  - Trinil dog (Mececyon trinilensis)
- Giant cheetah (Acinonyx pardinensis)
- Báo của Owen (Puma pardoides)
- Mèo răng kiếm (Machairodontinae)
  - Dinofelis
  - Hemimachairodus
  - Homotherium (tuyệt chủng địa phương ở châu Phi 1.5 triệu năm trước)
  - Machairodus
  - Megantereon
  - Metailurus
- Panthera sp.
  - European jaguar (Panthera (onca) gombaszoegensis)
  - hổ Mosbach (Panthera leo fossilis)[55]
  - Natodomeri lion[56]
  - Panthera palaeosinensis
  - hổ Wanhsien (Panthera tigris acutidens)
  - hổ Trinil (Panthera tigris trinilensis)
  - hổ Ngandong (Panthera tigris soloensis)
  - Panthera youngi
  - hổ Longdan (Panthera zdanskyi)
- Crocodilia sp.
  - Crocodylus sp.
    - Crocodylus anthropophagus
    - cá sấu khổng lồ Kali Gedeh (species inquirenda)[57]
    - Crocodylus palaeindicus
    - Crocodylus thorbjarnarsoni

  - Euthecodon
  - Gavialis bengawanicus[58]
  - Rimasuchus
  - Toyotamaphimeia
- Australopithecus
- Dinopithecus
- Vượn khổng lồ (Gigantopithecus)
- Đa phần chi Homo sp.
  - Homo antecessor
  - Homo ergaster
  - Homo gautengensis
  - Homo habilis
  - Homo heildenbergensis (Homo rhodesiensis)
  - Homo naledi
  - Homo sapiens idaltu
  - Homo rudolfensis
- Parapapio
- Paranthropus
- Theropithecus brumpti et Theropithecus oswaldi
- Pelagornithidae (vd. Pelagornis)

#### Động vât lớn đã biến mất ở Châu Phi và/hoặc Nam Á trong thế Canh Tân muộn
- Bò bison thảo nguyên (Bison priscus)
- Bò bison châu Âu (Bison bonasus, truyệt chủng ở Tây Á)[59]
- Leptobison hanaizumiensis[60][61]
- Bò rừng châu Âu (Bos primigenius)
- Bos palaesondaicus
- Cebu tamaraw (Bubalus cebuensis)
- Bubalus grovesi[62]
- Leptobos sp.
- Naemorhedus sumatraensis
- Megalotragus
- Dorcabune[63]
- Megalovis[64]
- Hippotragus gigas[65]
- Trâu sừng dài khổng lồ (Pelorovis)
- Nai sừng tấm Á-Âu thân rộng (Cervalces latifrons)
- Nai khổng lồ (Megaloceros giganteus)
- Sinomegaceros[66]
- Nhiều loài Gazella sp.[48]
- Rusingoryx
- Spirocerus sp. (e.g. S. kiakhtensis)[67]
- Hexaprotodon
- Sivatherium maurusium
- Lợn vòi khổng lồ (Megatapirus)
- Ochotona whartoni
- Lợn đất (Orycteropus afer, extirpated in South Asia circa 13,000 TCN)[68][69]
- Hà mã (Hippopotamus amphibius, tuyệt chủng địa phương ở Tây Á circa 1,000 TCN)[70][71]
- Nhiều thành viên Proboscidea
  - Loxodonta atlantica
  - Stegodon
  - Voi ma mút lông xoắn (Mammuthus primigenius)
  - Elephas sp.
    - Elephas hysudricus
    - Elephas hysudrindicus
    - Elephas maximus rubridens

  - Palaeoloxodon sp.
    - Palaeoloxodon namadicus (largest land mammal on record)[72]
    - Palaeoloxodon naumanni
    - Palaeoloxodon recki
    - Paleoloxodon turkmenicus[73]
- Rhinocerotidae
  - Ceratotherium mauritanicum
  - Tê giác lông mượt (Coelodonta antiquitatis)
  - Elasmotherium (Elasmotherium sibiricum)
  - Rhinoceros philippinensis[74] et Rhinoceros sinensis, and the South Asian rhino (Rhinoceros sivalensis)
  - Stephanorhinus sp. (e.g. Merk's and narrow nosed rhinoceros)
- Sư tử hang Á Âu (Panthera leo spelea)
- Hổ Sri Lanka (Panthera leo sinhaleyus)
- Báo hoa mai Nhật Bản (Panthera pardus ssp.)[75]
- Hổ Nhật Bản (Panthera tigris japonicus)[76][77]
- Sivapanthera
- Homotherium
- Linh cẩu hang (Crocuta crocuta spelaea)
- Các loài sói lớn
  - Sói Bering
  - Canis lupus spelaeus
  - Chó Thời đại đồ đá cũ
- Nhiều loài Ursus sp.
  - gấu Deninger (Ursus deningeri)
  - gấu Etruscan (Ursus etruscus, ancestor to both the cave bear và brown bear)
  - gấu hang Canh Tân nhỏ (Ursus rossicus)
  - Gấu hang (Ursus spelaeus)
  - gấu Bắc cực khổng lồ (Ursus maritimus tyrannus)
- Ailuropoda baconi (tổ tiên của Gấu trúc khổng lồ)
- Ngựa hoang (Equus sp.)
  - Equus capensis
  - Ngựa hoang (e.g. Equus ferus ferus)
  - Equus hydruntinus
  - Equus mauritanicus[78]
  - Equus namadicus
  - Equus sivalensis
  - Equus yunannensis
- Đà điểu châu Á (Struthio asiaticus)
- Diệc Bennu (Ardea bennuides)
- Hovacrex roberti
- Centrornis majori
- Hipposideros besaoka
- Voay
- Aldabrachampsus
- Cylindraspis
- Megalochelys (rùa cạn lớn nhất từng được phát hiện)
- Leptoptilos robustus
- Shiriyanetta (Japanese flightless duck)[79]
- Canary Islands quail (Coturnix gomerae)
- Gallotia goliath
- Canariomys
- Sẻ đất chân dài (Emberiza alcoveri)
- Pongo hooijeri
- Macaca anderssoni, Macaca jiangchuanensis và Macaca robustus
- Gorgopithecus
- Nhiều loài Homo sp.
  - vượn người châu Phi cổ (chưa được mô tả)[80]
  - Homo erectus
  - Homo floresiensis
  - Homo luzonensis
  - Homo neanderthalis
  - Homo sp. altai
  - Homo sp. longlin
  - Homo sapiens balangodensis
  - Vượn người châu Á chưa xác định (chưa được mô tả)[81][82][83]

### Thái Bình Dương (Á-Úc và châu Đại Dương)

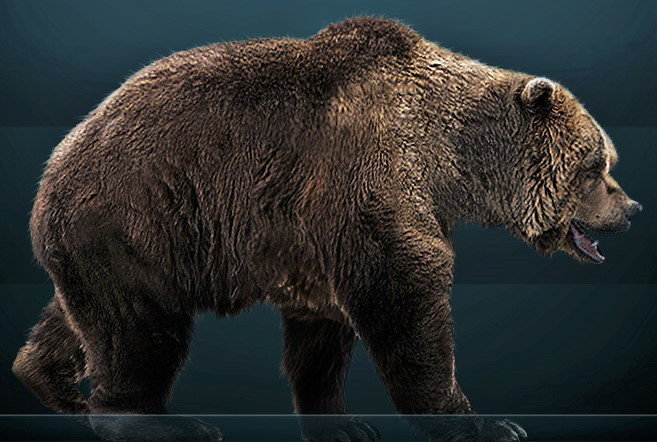
Gấu hang (Ursus spelaeus)

Ở Sahul (một lục địa cũ bao gồm châu Úc và New Guinea), tình trạng tuyệt chủng đột ngột và rộng rãi đã xảy đến sớm hơn so với các phần còn lại của thế giới.[85][86][87][88][89] Hầu hết các bằng chứng chỉ ra khoảng thời gian 20.000 năm sau khi con người đến vào khoảng 63.000 TCN,[5] nhưng các lập luận khoa học vẫn đang tiếp tục để xác định phạm vi chính xác.[90] Ở phần còn lại của Thái Bình Dương (các đảo khác của Úc như New Caledonia và Châu Đại Dương) mặc dù ở một số khía cạnh sau đó, hệ động vật đặc hữu cũng thường bị diệt vong nhanh chóng khi con người xuất hiện vào cuối thế Canh Tân và Toàn Tân sớm. Phần này sẽ không bao gồm bất kỳ đợt tuyệt chủng nào sau 1000 TCN (ví dụ: New Zealand subatlantic hoặc Hawaii).
- Nhiều thành viên của Diprotodontidae
  - Diprotodon sp. (họ hàng khổng lồ của gấu túi)
  - Euowenia sp. (diprotodont)
  - Euryzygoma dunense (diprotodont)
  - Hulitherium tomasetti (diprotodont)
  - Maokopia ronaldi (diprotodont)
  - Nototherium sp. (diprotodont)
  - Zygomaturus sp. (một loài "tê giác túi")
- Nhiều thành viên của Macropodidae
  - Macropus sp. (vd. M. titan, M. pearsoni, kangaroo khổng lồ)
  - Procoptodon sp. (vd. P. goliath, ngón guốc, kangaroos mặt ngắn khổng lồ)
  - Propleopus oscillans (một loài kangaroo ăn tạp)
  - Protemnodon sp. (chuột túi Wallaby khổng lồ)
  - Simosthenurus sp. (kangaroo khổng lồ)
  - Sthenurus sp. (kangaroo khổng lồ)
  - Troposodon sp. (chuột túi Wallaby)[84][85][86][87][88][89]
- Nhiều thành viên của Vombatidae
  - Lasiorhinus angustidens (gấu túi mũi trần khổng lồ)
  - Phascolomys (gấu túi mũi trần khổng lồ)[84][86][87][88][90][91][92][93]
  - Phascolonus sp. (gấu túi mũi trần khổng lồ)
  - Ramasayia magna (gấu túi mũi trần khổng lồ)
  - Vombatus hacketti (gấu túi Hackett)
  - Warendja wakefieldi (gấu túi lùn)
- Palorchestes sp. (một loài "lợn vòi" khổng lồ)
- Zaglossus hacketti
- Phascolarctos stirtoni (koala khổng lồ)
- Megalibgwilia (loài nhím echidna lâu đời nhất)
- Wonambi (trăn xiết mồi Úc có chiều dài từ 5–6 m)
- Thylacoleo carnifex (thú săn mồi cỡ sư tử cái có túi)
- Thylacinus cynocephalus (tuyệt chủng địa phương trên đất liền Úc và New Guinea)
- Sarcophilus laniarius et Sarcophilus moornaensis (dạng khổng lồ của quỷ Tasmania)
- Megalania prisca (kỳ đà săn mồi khổng lồ)
- Crocodilia sp.
  - Ikanogavialis (chi cá sấu sống thủy sinh hoàn toàn cuối cùng)
  - Mekosuchus sp. (dài 2 m, cá sấu sống cạn hoàn toàn cuối cùng, các đảo Nam Thái Bình Dương)
  - Pallimnarchus sp. (cá sấu nước ngọt Úc khổng lồ)
  - Quinkana sp. (cá sấu cạn Úc khổng lồ)
  - Volia (mekosuchine từ 2–3 m, thú săn mồi đầu bảng của Fiji Canh Tân)
- Meiolania et Ninjemys (rùa cạn mang giáp khổng lồ)
- Cự đà khổng lồ (Lapitiguana et Brachylophus gibbonsi)
- Đà điểu Úc lùn (Casuarius lydekkeri)
- Genyornis newtoni (một dromornthid ba mét-tall (9,8 ft), thường được gọi với tên 'chim sấm cuối cùng' bởi người bản địa)
- Ưng ngỗng khỏe và ưng ngỗng yếu (Accipiter efficax et Accipiter quartus)[3]
- Sylviornis (galliform New Caledonia khổng lồ, không biết bay - rất lớn)
- Noble megapode (Megavitornis altirostris)
- New Caledonian gallinule (Porphyrio kukwiedei)
- Megapode khổng lồ
  - Chim đất Úc khổng lồ (Leipoa gallinacea)
  - Megapodius molistructor
  - Megapodius alimentum
  - Megapodius amissus
- Gallicolumba longitarsus
- Coenocorypha miratropica et Coenocorypha neocaledonica
- Nycticorax kalavikai
- Macropygia heana
- Tyto letocarti
- Nhiều thành viên Galliraillus sp.
- Talpanas lippa (vịt Hawaii không biết bay, mù)
- Apteribis (cò quăm không biết bay, khổng lồ)
- Rhynochetos orarius
- Bồ câu Viti Levu khổng lồ (Natunaornis gigoura)
- Hồng hạc Mỹ (Phoenicopterus ruber, tuyệt chủng địa phương tại Úc)[94]
- Xenorhynchopsis minor et Xenorhynchopsis tibialis (Hồng hạc Australia)[94]
- Ocyplanus proeses (Hồng hạc Australia)[94] Voi ma mút lông xoắn tuyệt chủng vào khoảng năm 10,000 TCN – trừ các quần thể sót lại trên các Đảo St. Paul và Đảo Wrangel, những nơi mà con người chưa đặt chân tới vào 3,600 TCN và 2,000 TCN. Gấu hang (Ursus spelaeus) 'Gallery of Lions', các loài Sư tử hang Á Âu tại hang Chauvet-Pont-d'Arc.

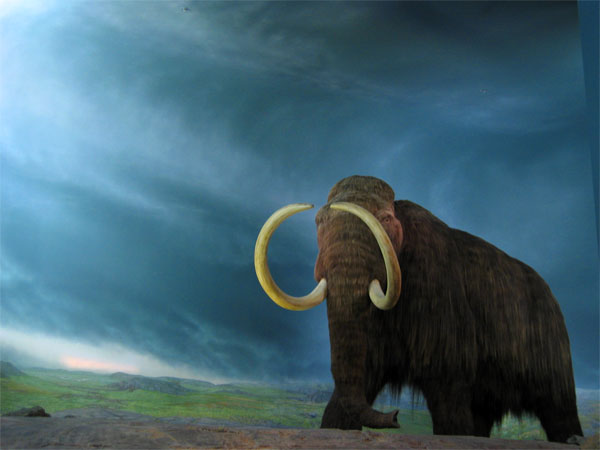
Voi ma mút lông xoắn tuyệt chủng vào khoảng năm 10,000 TCN – trừ các quần thể sót lại trên các Đảo St. Paul và Đảo Wrangel, những nơi mà con người chưa đặt chân tới vào 3,600 TCN và 2,000 TCN.

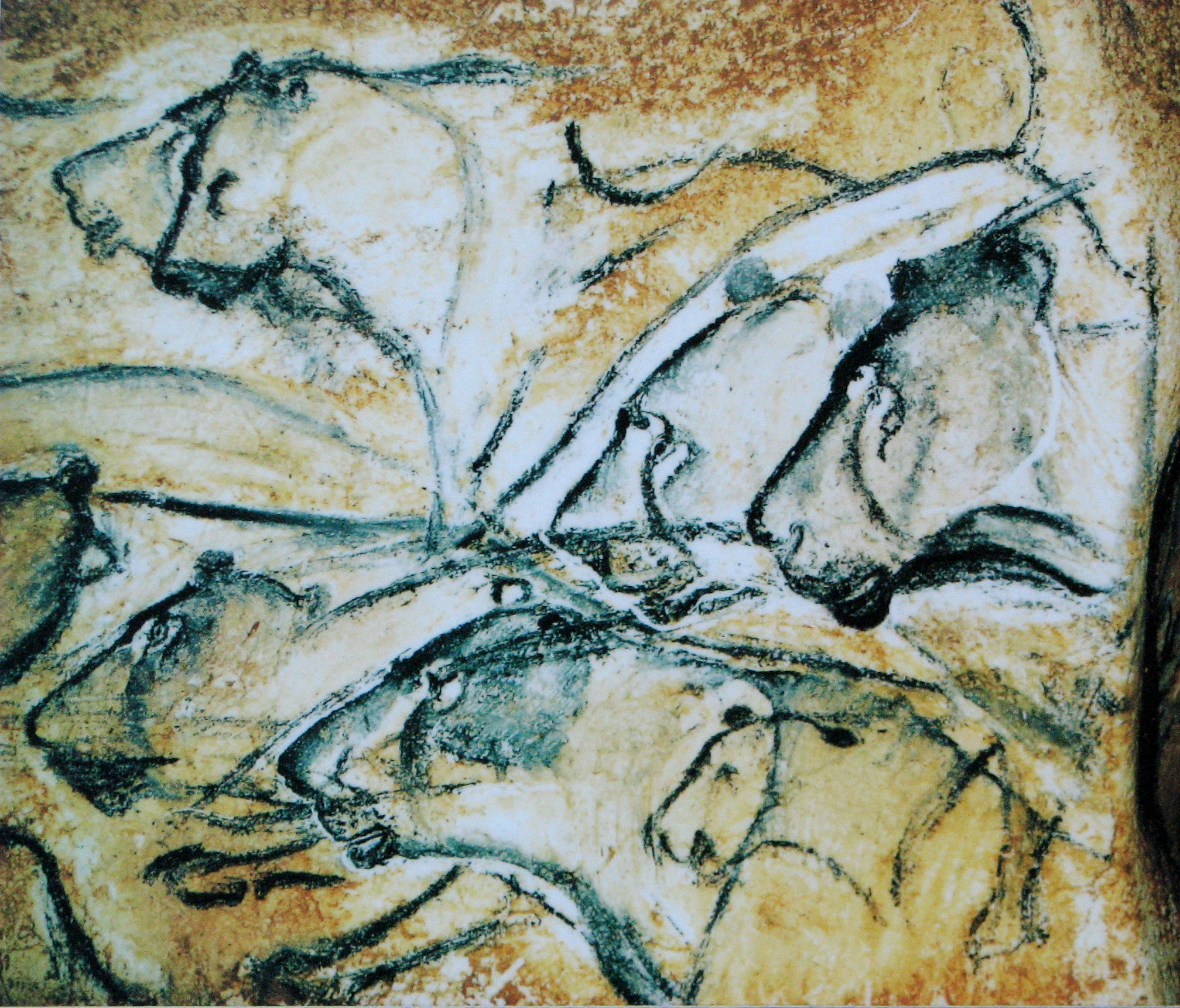
'Gallery of Lions', các loài Sư tử hang Á Âu tại hang Chauvet-Pont-d'Arc.

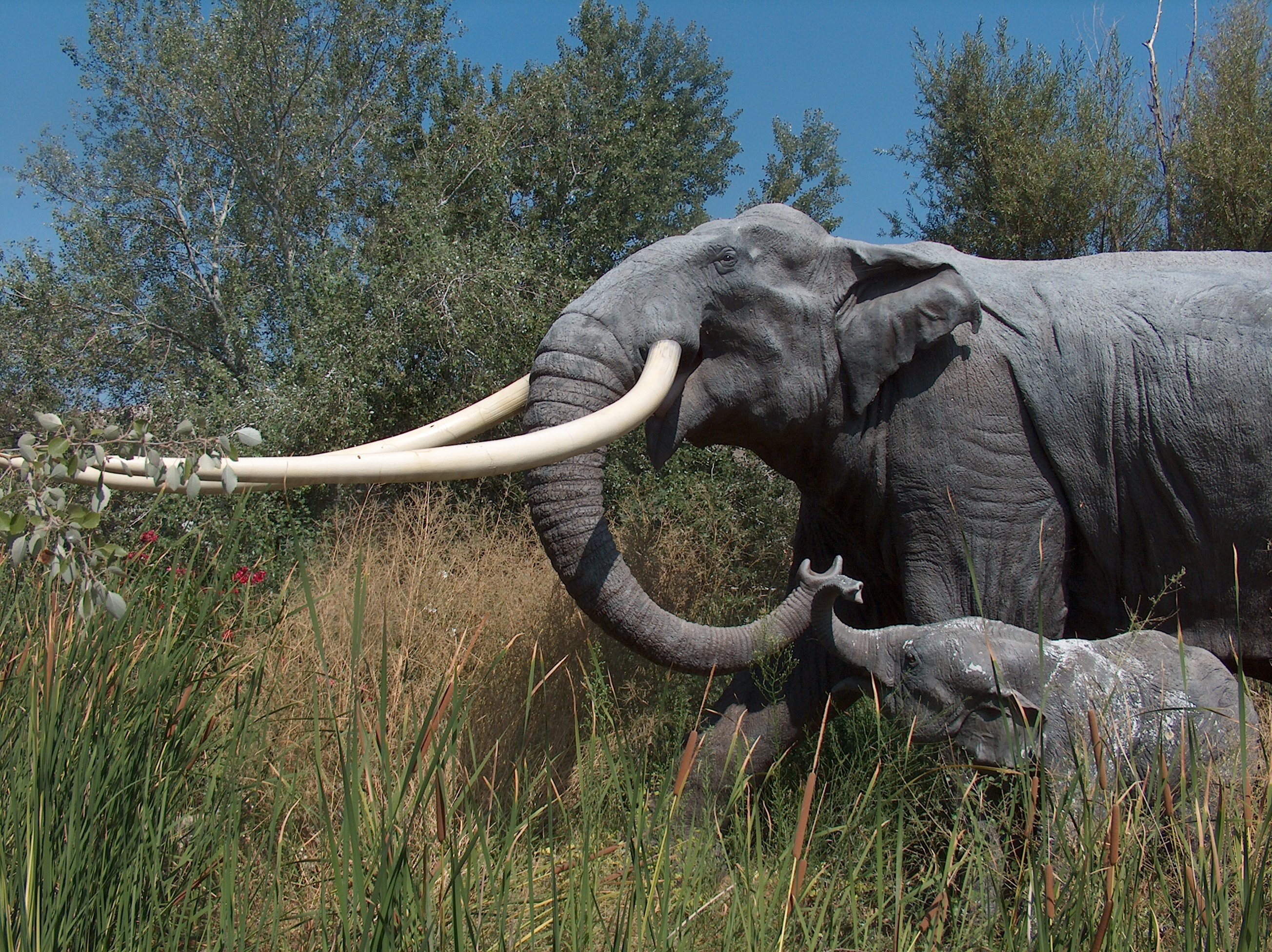
Mô hình của loài voi ngà thẳng (Paleoloxodon antiquus).

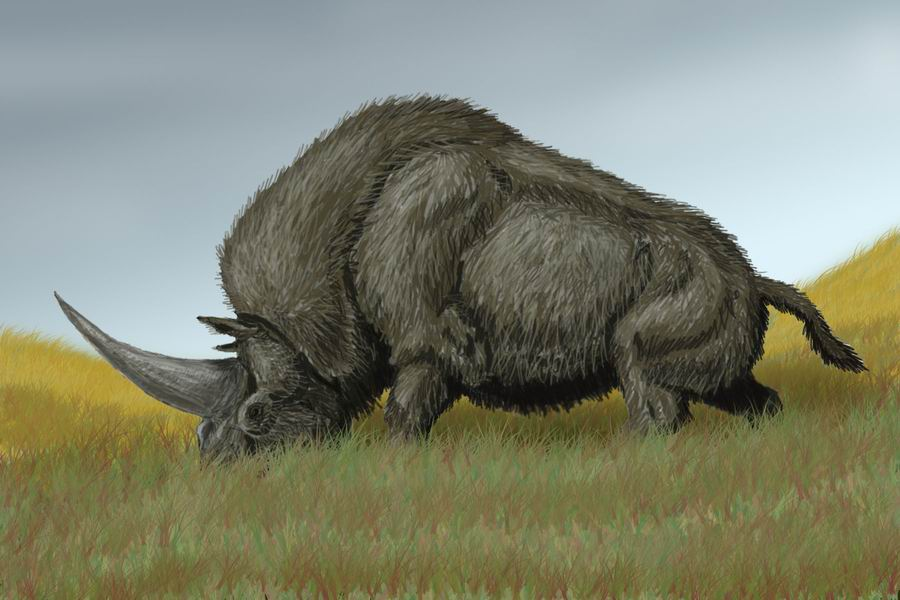
Phục dựng Elasmotherium

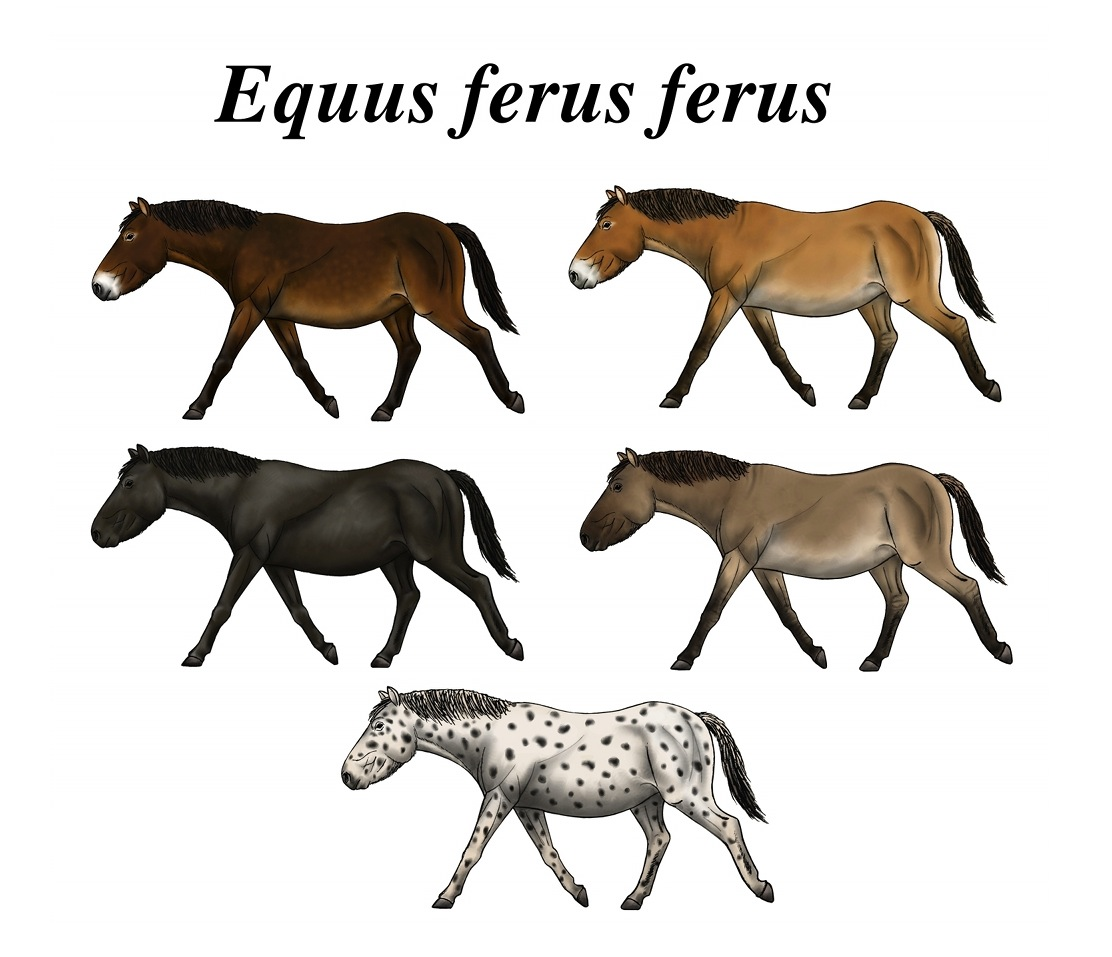
Phục dựng 5 phenotype của ngựa hoang thế Canh Tân. Màu lông và kích thước dựa trên các bằng chứng di truyền học và mô tả lịch sử.

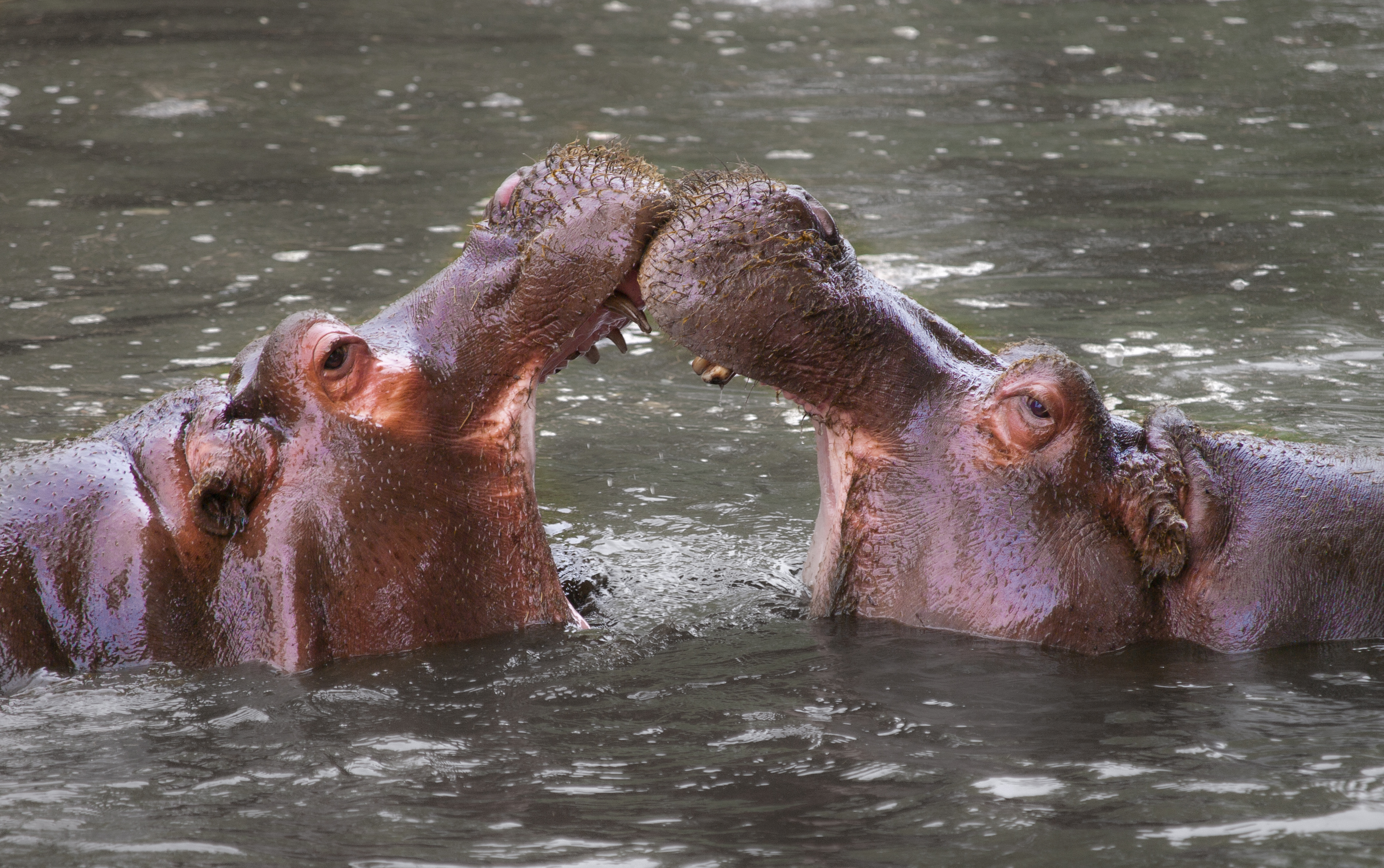
Hippopotamuses (Hippopotamus sp.) sinh sống tại Great Britain cho tới 80,000 TCN, do sự thay đổi băng hà, hà mã bị hạn chế ở vùng phía Đông-Nam châu Âu, các đảo Địa Trung Hải và cuối cùng ở Tây Á cho tới khoẳng 1,000 TCN.

Một vài động vật lớn đã tuyệt chủng, ví dụ như Diprotodon, vẫn được lưu lại trong các câu chuyện dân gian bản địa hoặc là đề tài nghiên cứu của ngành giả khoa học, động vật bí ẩn học.

### Châu Âu và Bắc Á
Vùng địa lý này trải dài toàn bộ lục địa châu Âu, và trải dài tới Bắc Á, qua Kavkaz và Trung Á đến Bắc Trung Quốc, Siberia và Beringia. Trong kì Canh Tân muộn, khu vực này được chú ý vì sự đa dạng và năng động tuyệt vời của các quần xã, bao gồm cả những vùng đất ấm áp của Lưu vực Địa Trung Hải, rừng ôn đới lớn, đồng bằng khô cằn, Bãi trống và đầm lầy/vùng đất ngập nước, tất cả đều dễ bị tổn thương trước biến động khí hậu khắc nghiệt của các nút giao giữa các thời kì băng hà và liên băng hà. Tuy nhiên, các thảo nguyên voi ma mút mở rộng, và các hệ sinh thái đã hợp nhất đã định hình khu vực này trong suốt thời kỳ cuối của Canh Tân.[99] Một trong những đặc điểm chính của khí hậu thời Canh Tân muộn của châu Âu là sự thay đổi thường xuyên về điều kiện và biota giữa các thời kì liên băng hà, có thể được thiết lập trong vòng một thế kỷ. Ví dụ, trong thời kỳ băng hà, toàn bộ Biển Bắc thoái lui rồi tạo thành Doggerland. Đợt khí lạnh lớn cuối cùng xảy ra từ 25.000 TCN đến 18.000 TCN, và được gọi là Cực đại băng hà cuối cùng, khi dải băng Fenno-Scandinavi bao phủ phần lớn phía bắc châu Âu, trong khi dải băng Alps chiếm phần lớn của miền trung nam châu Âu.
Châu Âu và Bắc Á, lạnh hơn và khô hơn so với ngày nay, [100] phần lớn bị chiếm bởi thảo nguyên voi ma mút, một hệ sinh thái chi phối bởi các loại cỏ, thảo mộc và cây bụi năng suất cao.[100][101] Điều kiện này đã hỗ trợ một quần thể động vật đồng cỏ rộng lớn và trải dài về phía đông từ Tây Ban Nha ở bán đảo Iberia đến Yukon ở Canada ngày nay. [99] [100] [102] [103] Khu vực này đã từng bao gồm nhiều loài gặm cỏ đi theo những đàn lớn có kích thước tương tự như ở châu Phi ngày nay. Các loài đã từng đặt chân lên các đồng cỏ bao la nơi đây bao gồm voi ma mút, tê giác lông mượt, Elasmotherium, bò rừng thảo nguyên, ngựa Canh Tân, bò xạ, Cervalces, tuần lộc, linh dương (Parabubalis, Procapra, Saiga, Spirocerus) và Ochotona pusilla. Động vật ăn thịt bao gồm sư tử hang, Homotherium, linh cẩu hang, sói xám, sói đỏ và cáo Bắc cực. [104] [105] [106]
Ở rìa của những đồng cỏ rộng lớn này có thể tìm thấy cảnh quan giống như cây bụi, rừng lá kim khô và rừng gỗ (giống như thảo nguyên rừng hoặc taiga). Các quần thể động vật có thể tìm kiếm tại đây bao gồm tê giác lông xoắn, hươu khổng lồ, nai sừng tấm Á-Âu, Cervalces latifrons, ngựa Tarpan, bò rừng châu Âu, bò rừng bison, lạc đà và hươu nhỏ hơn (Capreolus, Cervus, Moschus). Gấu nâu, chồn sói, gấu hang, chó sói, linh miêu, báo và cáo đỏ cũng sinh sống trong quần xã này. Những loài hổ cũng có mặt ở nhiều giai đoạn, từ rìa Đông Âu quanh Biển Đen đến Beringia. Địa hình đồi núi hơn, kết hợp đồng cỏ núi, rừng lá kim dưới núi, lãnh nguyên núi cao và sườn dốc, hiểm trở, đã bị chiếm giữ bởi một số loài động vật leo núi như cừu Argali, sơn dương Chamois, Capra, masyon, pika, sói, báo đốm, gấu và linh miêu, với báo tuyết, bò Tây Tạng và cừu tuyết ở Bắc Á. Lãnh nguyên Bắc Cực, nằm về phía bắc của thảo nguyên voi ma mút, phản ánh hệ sinh thái hiện đại với các loài như gấu bắc cực, sói, tuần lộc và bò xạ hương.
Các quần xã sinh vật khác, mặc dù ít được chú ý, nhưng có ý nghĩa trong việc đóng góp vào sự đa dạng của hệ động vật ở Châu Âu muộn. Những đồng cỏ ấm hơn như thảo nguyên ôn đới và thảo nguyên Địa Trung Hải đã tạo điều kiện sinh sống cho các loài Stephanorhinus, linh dương Gazelle, bò rừng châu Âu, đà điểu châu Á, Leptobos, báo săn và lừa hoang Trung Á. Những quần xã sinh vật này cũng chứa nhiều loài động vật từ thảo nguyên voi ma mút, như linh dương saiga, sư tử, Homotherium, linh cẩu hang, chó sói, ngựa Canh Tân, bò rừng thảo nguyên, Spirocerus, bò auroch và lạc đà. Cây lá kim ôn đới, rụng lá, rừng lá rộng hỗn hợp và Địa Trung Hải và các khu rừng mở có sức chứa voi, Praemegaceros, Stephanorhinus, lợn rừng, bò rừng như bò rừng châu Âu, dê núi sừng ngắn và sơn dương Tây Kavkaz, loài gấu Ursus etruscus, các loài hươu nhỏ với một số loài thảo nguyên voi ma mút, như linh miêu, tarpan, sói, sói đỏ, nai, nai khổng lồ, bò rừng, báo và auroch. Tê giác và voi ma mút đôi khi cư trú trong các quần xã ôn đới này, trộn lẫn với các loài động vật ôn đới chủ yếu để thoát khỏi các sông băng khắc nghiệt.[107][108] Ở vùng đất ngập nước ấm hơn, trâu nước châu Âu và hà mã sinh sống. Mặc dù những môi trường sống này bị hạn chế ở các khu vực tị nạn vi mô lan đến Nam Âu và rìa của nó, ở Ibia, Ý, Balkan, lưu vực Biển Đen của Ukraine, Kavkaz và Tây Á, trong các thời kì liên băng hà, các quần xã sinh vật này có phạm vi xa hơn về phía bắc. Ví dụ, hà mã sinh sống ở Vương quốc Anh và voi ngà thẳng tại Hà Lan, khá gần đây lần lượt vào khoảng 80.000 TCN và 42.000 TCN. [74] [109]
Những dấu hiệu đầu tiên có thể về nơi cư trú của người vượn là những phát hiện về Graecopithecus 7,2 triệu năm tuổi,[110] và 5,7 triệu năm tuổi ở Bêlarut - tuy nhiên nơi cư trú đã thiết lập được ghi nhận ở Georgia từ 1,8 triệu năm trước, được chuyển đến Đức và Pháp, Homo erectus. [111] [112] Các loài hiện tại và các loài tiếp theo nổi bật bao gồm loài tiền thân Homo antecessor, Homo cepranensis, Homo heidelbergensis, người Neanderthal và người Denisovan, [113] trước cư trú của Homo sapien khoảng 38.000 TCN. Sự tiếp xúc rộng rãi giữa các nhóm Homo châu Phi và Âu Á được biết đến ít nhất một phần thông qua việc giao lưu các công cụ đá vào 500.000 TCN và một lần nữa vào khoảng 250.000 TCN. [81]
(80,000–4,000 năm trước)

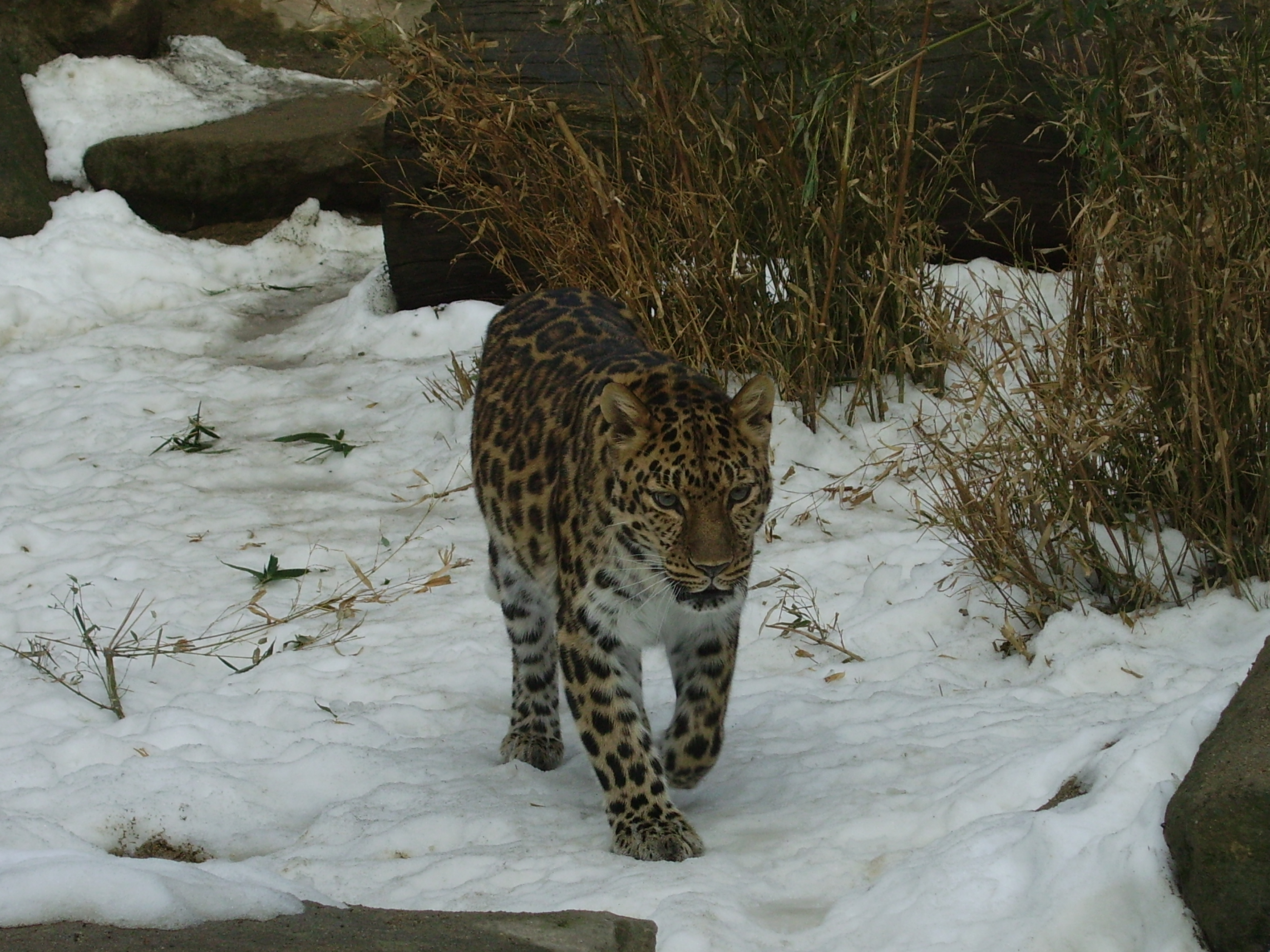
Báo hoa mai (Panthera pardus) từng phân bố trên khu vực châu lục Phi Á Âu dưới vĩ tuyến Bắc 54, từ nơi hiện nay là Tây Ban Nha và Vương quốc Anh ở phía tây, cho tới Nam Phi về phía nam, và ở Siberia, Nhật Bản và Sundaland về phía đông trong thế Canh Tân muộn.

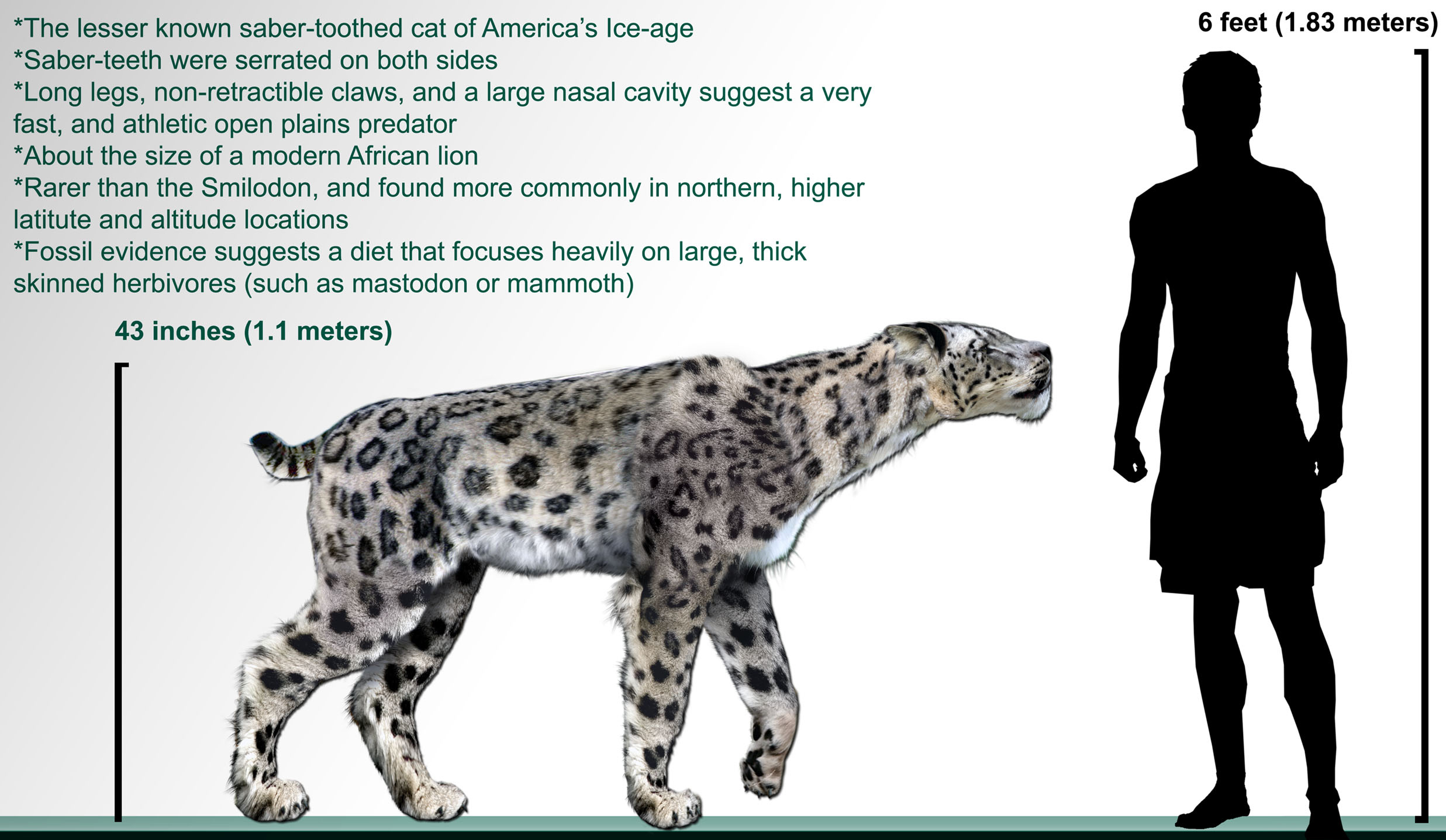
Phục dựng chi Homotherium.

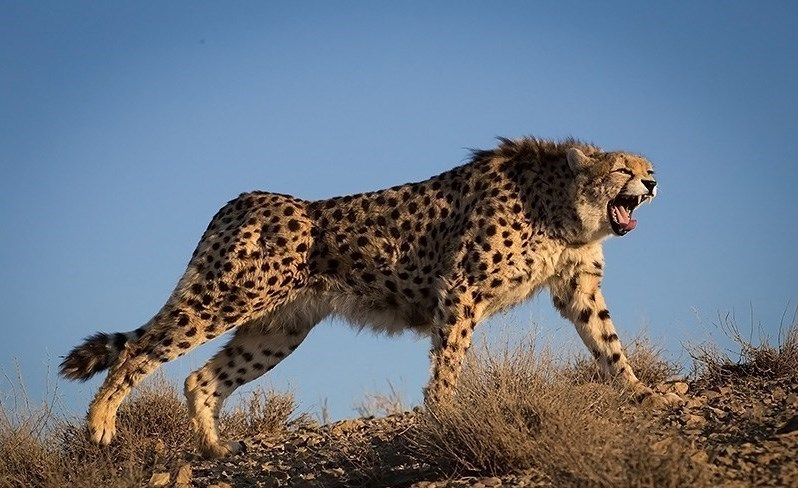
báo săn (Acinonyx jubatus) thay thế báo săn lớn (Acinonyx pardinensis) tại Âu Á vào thế trung Canh Tân, và xâm chiếm vùng Đông Âu và Balkan tới Trung Quốc. Hiện nay, loài báo săn châu Á thuộc trạng nguy cấp đang bị hạn chế trong Iran.

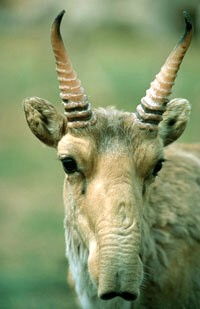
Linh dương Saiga (Saiga sp.) phân bố tại Anh quốc và Pháp cho tới Yukon vào thế Canh Tân muộn, đa dạng hóa thành hai loài. S. borealis hiện đã tuyệt chủng và loài cực kỳ nguy cấp S. tatarica hiện đang bị hạn chế tại vùng thảo nguyên ở Kazakhstan và Mông Cổ.

- Voi ma mút lông xoắn (Mammuthus primigenius)
- ma mút lùn
  - Ma mút lùn Creta (Mammuthus creticus)
  - Ma mút lùn Sardinia (Mammuthus lamarmorai)
- Voi ngà thẳng (Palaeoloxodon antiquus)
- voi ngà thẳng châu Á (Paleoloxodon namadicus, Northern Asia)[73]
- Voi lùn
  - Palaeoloxodon chaniensis
  - Palaeoloxodon cypriotes
  - Palaeoloxodon falconeri
  - Palaeoloxodon mnaidriensis
- Ochotona sp. (e.g. pika khổng lồ (O. whartoni))
- Tê giác lông mượt (Coelodonta antiquitatis)
- Stephanorhinus sp. (e.g. tê giác Merk và tê giác mũi hẹp)
- Elasmotherium (Elasmotherium sibiricum)
- Equus sp. (e.g.
  - Ngựa hoang (E. ferus ssp.)
  - Equus cf. gallicus[95][96]
  - Lừa hoang châu Âu (E. hydruntinus)
  - Equus cf. latipes[95][97][98]
  - Equus cf. lenensis[97][99]
  - Equus cf. uralensis[100]
- Hươu khổng lồ (Megaloceros giganteus)
- Praemegaceros
- Nai lùn Creta (Candiacervus)
- Hươu sừng tấm rộng (Cervalces latifrons)
- Nai Địa Trung Hải (Haploidoceros mediterraneus)[101][102]
- Nai đỏ (Cervus elaphus acoronatus)[103]
- Tahr châu Âu (Hemitragus cedrensis)[104][105]
- Dê hang quần đảo Balearic (Myotragus balearicus)
- Linh dương Saiga phía Bắc (Saiga borealis)[106]
- Linh dương sừng xoắn (Spirocerus kiakhtensis)[67][97]
- Linh dương sừng dê (Parabubalis capricornis)[67][97]
- Gazella sp.[48]
- Bò bison châu Âu (Bison priscus)
- Bò bison rùng gỗ Canh Tân (Bison schoetensacki)[107][108]
- Bò Tây Tạng (Bos baikalensis)[109]
- Bò xạ khổng lồ (Praeovibos priscus)[110]
- Leptobos sp.
- Trâu nước châu Âu (Bubalus murrensis)
- Camelus knoblochi[111] and other Camelus sp.
- Hà mã sp.[112]
  - Hà mã châu Âu (Hippopotamus antiquus)
  - Hà mã lùn Maltese (Hippopotamus melitensis)
  - Hà mã lùn Cyprus (Hippopotamus minor)
  - Hà mã lùn Sicilia (Hippopotamus petlandi)
- Chuột sóc Balearic khổng lồ (Hypnomys sp.)
- Leithia sp. (Chuột sóc khổng lồ Scicily và Malta)[113]
- Rái cá châu Âu Canh Tân (Cyrnaonyx)
- Rái cá Địa Trung Hải Canh Tân (Algarolutra)
- Rái cá khổng lồ Sardinia (Megalenhydris barbaricina)
- Rái cá lùn Sardinia (Sardolutra)
- Báo săn châu Âu kỉ băng hà (Panthera pardus spelaea)
- Sói đỏ Sardinia (Cynotherium sardous)
- Sói đỏ châu Âu (Cuon alpinus europaeus)
- Mèo răng kiếm cong (Homotherium sp.)
- Lynx issiodorensis
- Linh miêu hang Địa Trung Hải (Lynx spelaeus)[114]
- Sư tử hang (Panthera leo spelaea)
- Linh cẩu hang (Crocuta crocuta spelaea)
- Nhiều thành viên chi Ursus sp.
  - Gấu Etruscan (Ursus etruscus)
  - Gấu Deninger (Ursus deningeri)
  - Gấu hang Gamssulzen (Ursus ingressus)[115]
  - Gấu hang nhỏ thế Canh Tân (Ursus rossicus)
  - Gấu hang (Ursus spelaeus)
  - Gẫu Bắc cực khổng lồ (Ursus maritimus tyrannus)
- Đà điểu châu Á (Struthio asiaticus)
- Thiên nga khổng lồ (Cygnus falconeri)
- Cú mèo Creta (Athene cretensis)
- Ngỗng Yakutia(Anser djuktaiensis)
- Hạc châu Âu Canh Tân (Grus primigenia et Grus melitensis)
- Người Neanderthal (Homo neanderthalensis), sống sót cho tới khoảng 40,000 năm trước tại bán đảo Iberia.
- Người Denisova (Homo sp. altai)

Nhiều loài còn sống sót hiện nay đã từng phân bố ở các vùng phía nam và tây nơi phân bố hiện nay của chúng- ví dụ, tất cả những loài động vật cực bắc được nêu ở đây đã từng sinh sống xuống tận đến bán đảo Iberia trong nhiều giai đoạn của thế Canh Tân muộn. Các sinh vật mới gần đây bị tuyệt chủng được đánh dấu †. Các loài bị đào thải khỏi các hệ sinh thái tại châu Âu và Bắc Á trong sự kiện tuyệt chủng kỷ Đệ Tứ bao gồm-
- †Sư tử châu Âu (Panthera leo europaea)
- Hổ (Panthera tigris, từ Biển Đen Ukraine tới Beringia)[116][117][118]
- Báo săn (Acinonyx jubatus)[119][120]
- Báo hoa mai Ba Tư (Panthera pardus ciscaucasica)
- Báo hoa mai tuyết (Panthera uncia)
- Linh miêu Á Âu và Linh miêu Iberia
- Chồn sói (Gulo gulo)
- Gấu Bắc cực (Ursus maritimus)
- Cáo Bắc cực (Vulpes lagopus)
- Sói đỏ (Cuon alpinus)
- Sói xám (†Megafaunal et Beringian wolf, and the Paleolithic dog (Canis lupus))
- †Tarpan (Equus ferus ferus)
- Hươu hoang (Dama dama)
- Mouflon (Ovis orientalis orientalis)
- Sơn dương Chamois (Rupicapra spp.)
- Sơn dương Tây Kavkaz (Capra caucasica)[104][105]
- Linh dương Saiga (Saiga tatarica)
- Tuần lộc (Rangifer tarandus)
- Nai sừng tấm (Alces alces)
- Onager (Equus hemionus)
- †Auroch (Bos primigenius)
- Bò bison châu Âu (Bison bonasus)
- Trâu nước châu Á (Bubalus arnee)[121]
- Bò xạ hương (Ovibos moschatus)
- Voi châu Á (Elephas maximus, from the Black Sea to Northern China)
- Ochotona pusilla
- Allactaga major
- Hà mã (Hippopotamus amphibius)
- Cò quăm hói phương bắc (Geronticus eremita)
- †An ca lớn (Pinguinus impennis)[122]
- Cú tuyết (Bubo scandiacus)
- Macaca sylvanus

### Bắc Mỹ và vùng Caribê

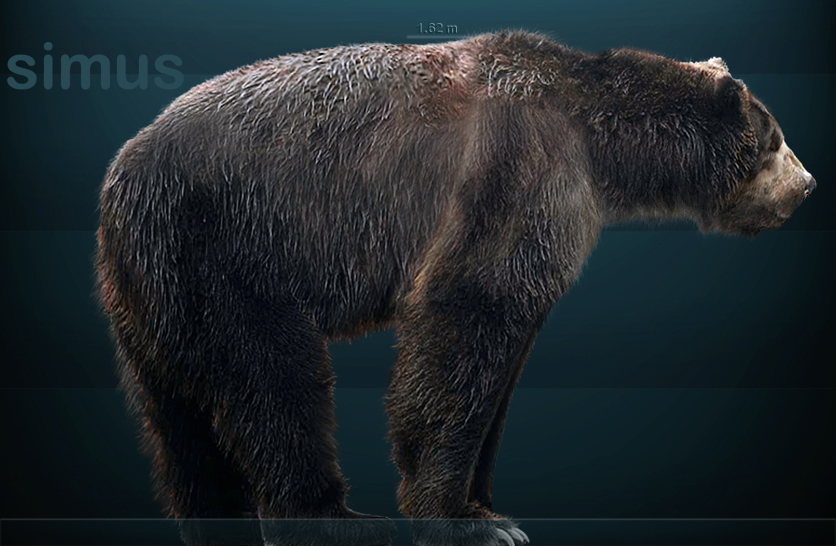
Gấu mặt ngắn (Arctodus simus)

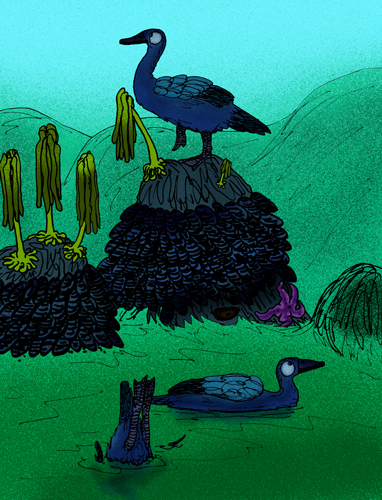
Vịt biển không biết bay California (Chendytes lawi)

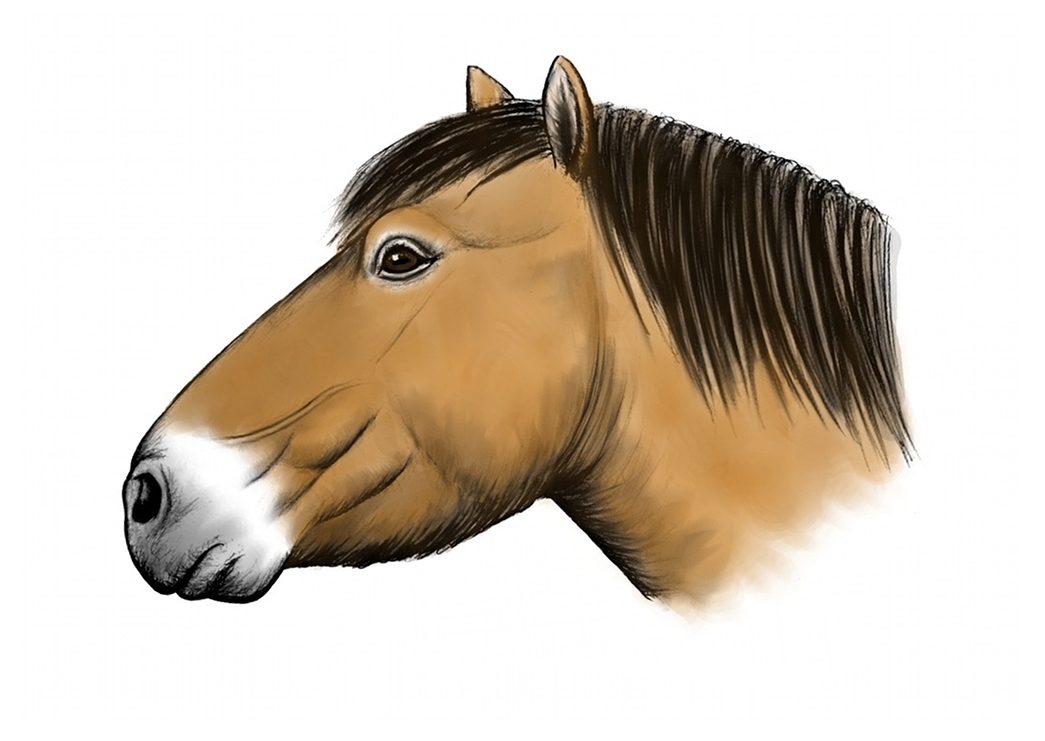
Phục dựng loài ngựa hoang Yukon, Equus lambei.

See also: List of North American animals extinct in the Holocene

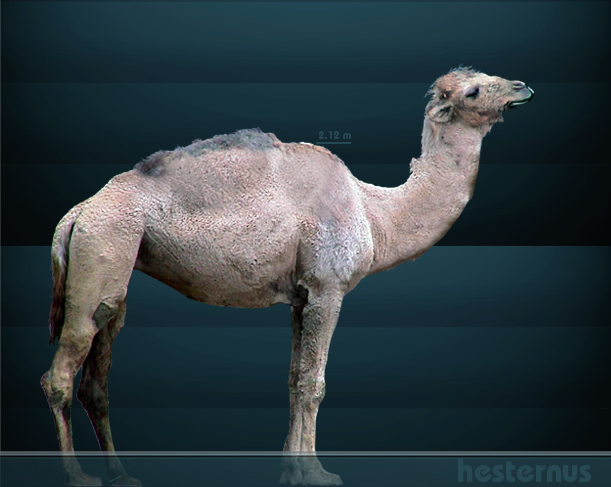
Phục dựng loài lạc đà miền Tây, Camelops hesternus

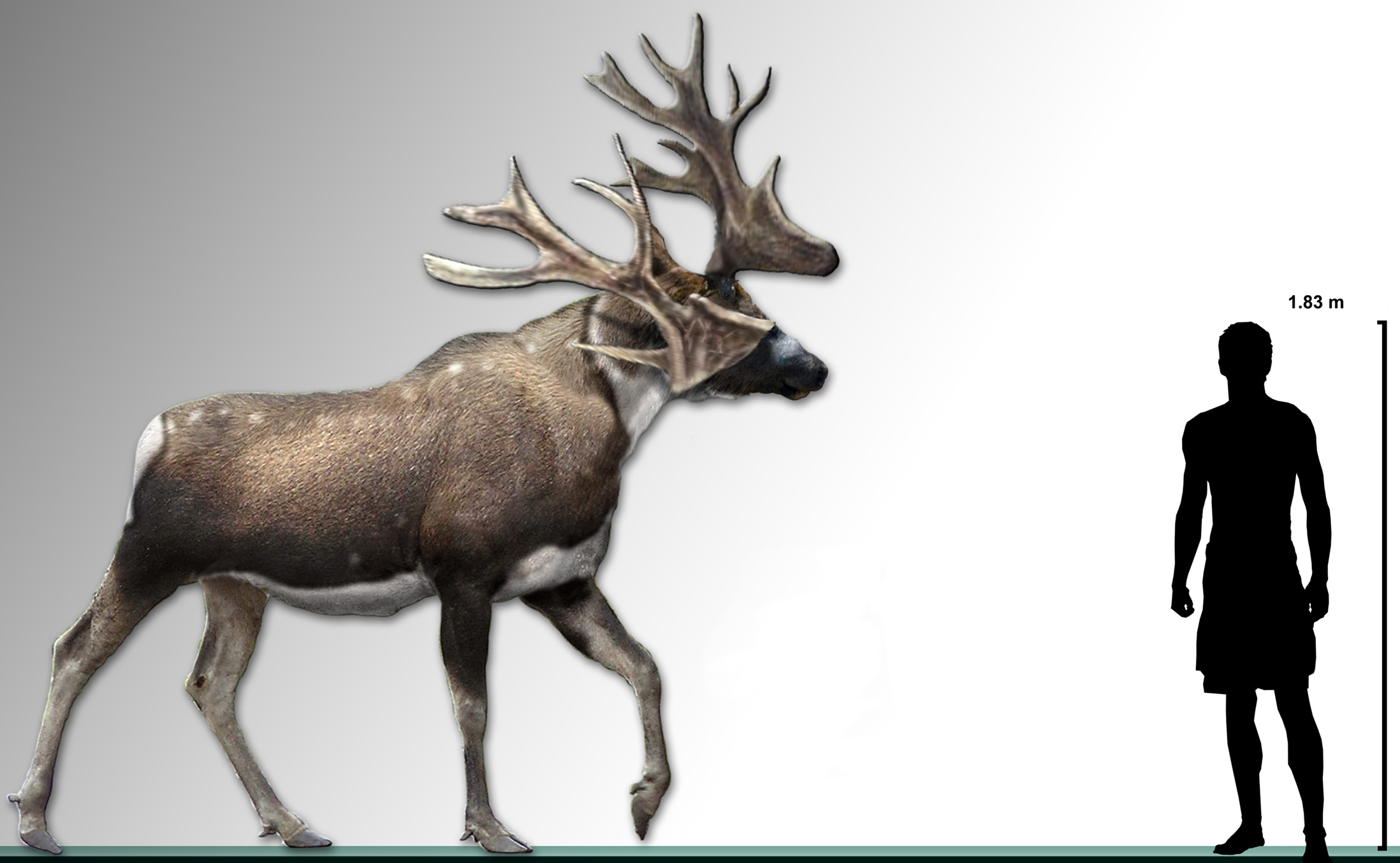
Phục dựng loài Cervalces scotti.

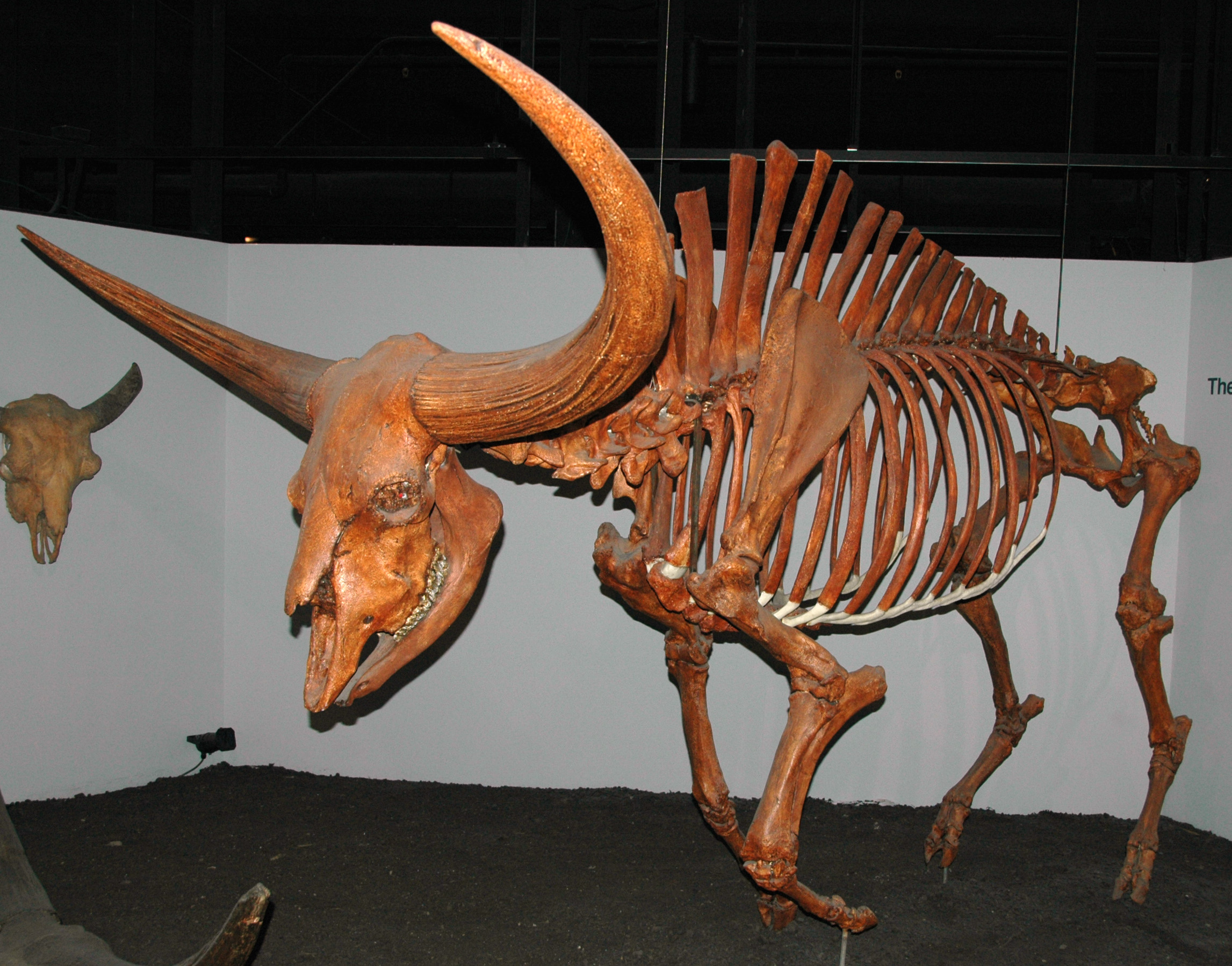
Bison latifrons, bộ xương bò châu Mỹ (trưng bày tại Bảo tàng Lịch sử Tự nhiên và Khoa học Cincinnati, Cincinnati, Ohio, US).

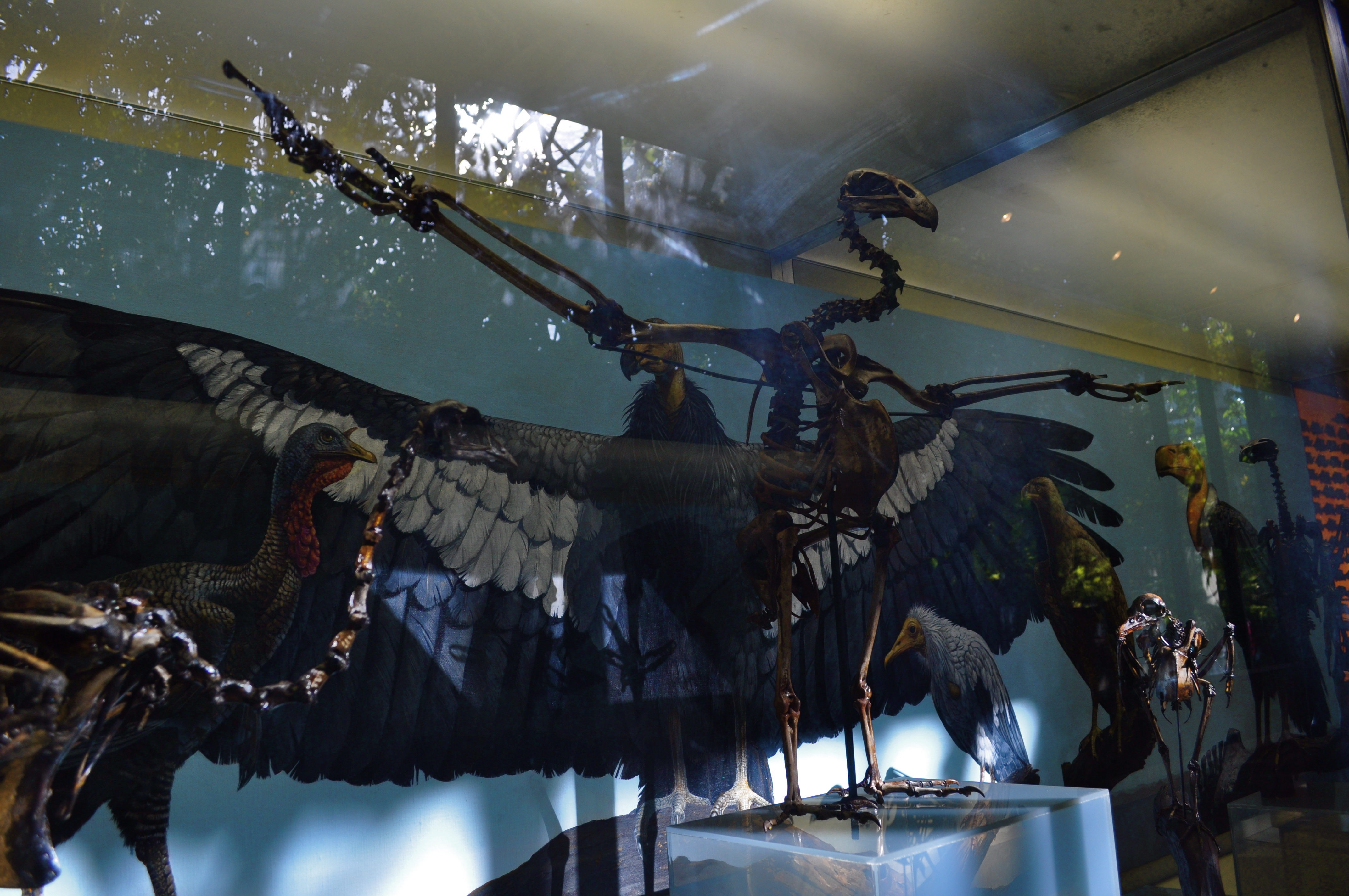
Gà tây California (Meleagris californica) và Chim điêu lớn california (Gymnogyps amplus) fossil displays at La Brea Tar Pits.

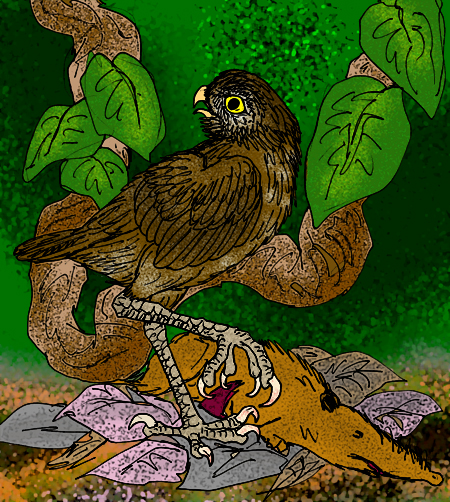
Phục dựng cú mèo Cuba khổng lồ, Ornimegalonyx oteroi, từ Canh Tân Cuba, với một cái xác của solenodon.

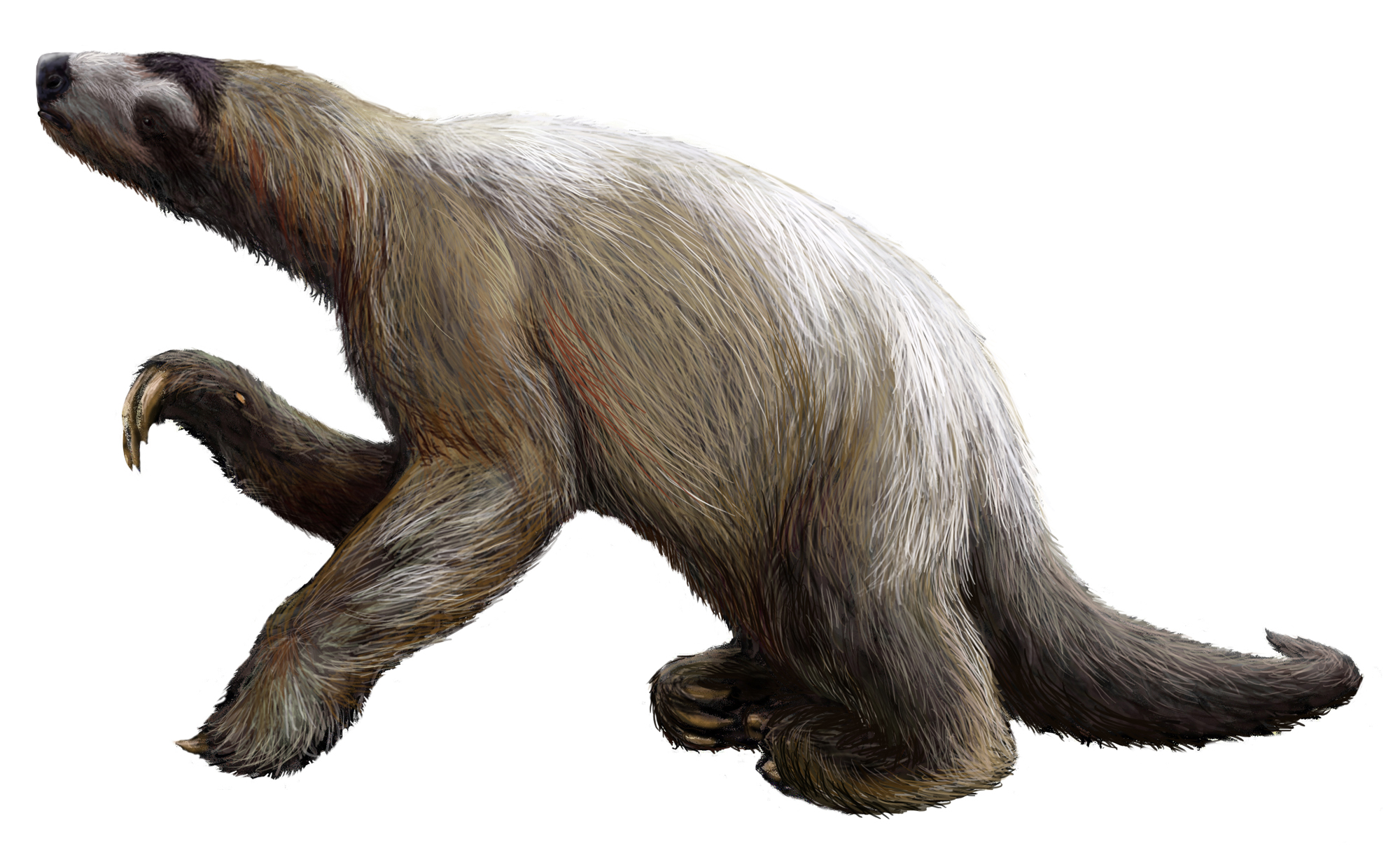
Phục dựng loài lười đất Shasta, Nothrotheriops shastensis.

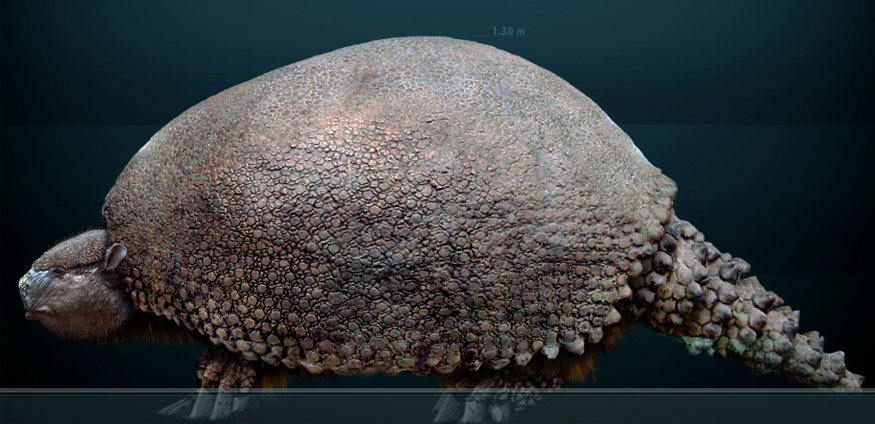
Glyptotherium

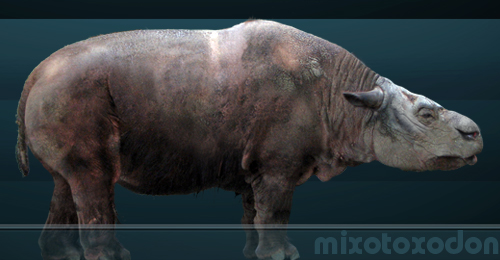
Mixotoxodon larenis.

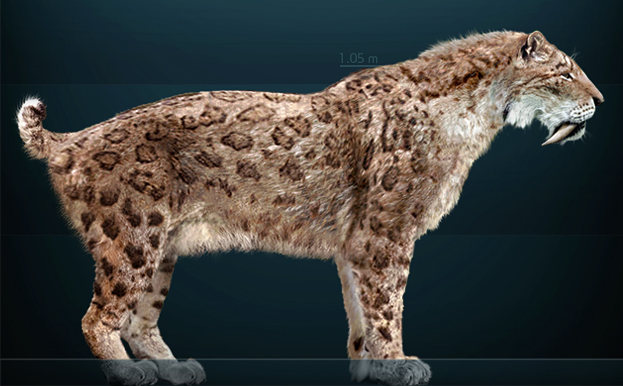
Phục dựng Smilodon fatalis

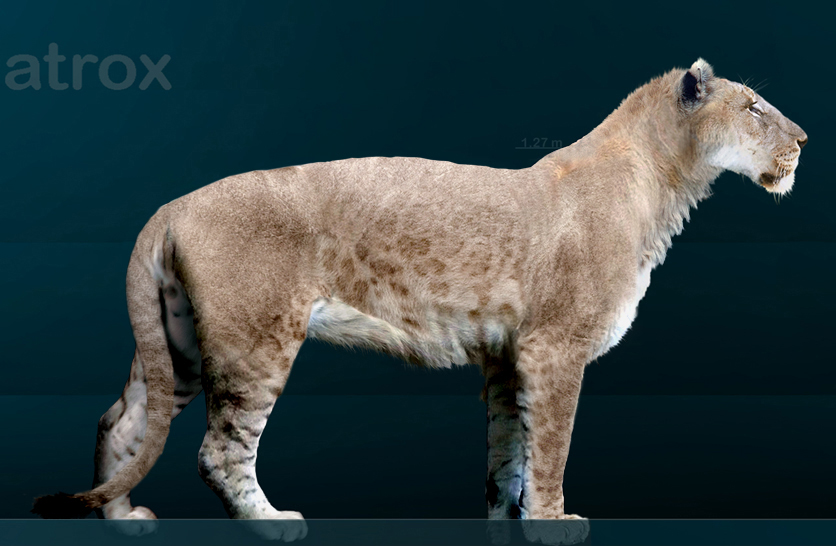
Phục dựng Panthera (leo) atrox

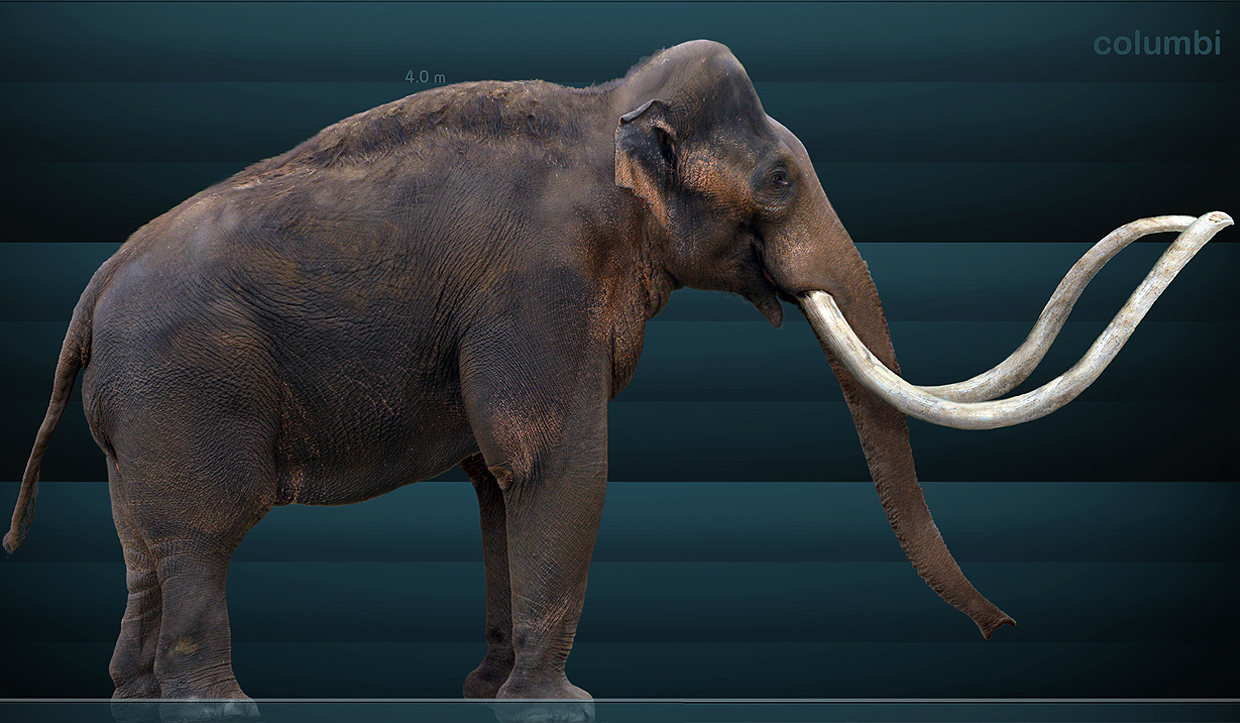
Phục dựng (Mammuthus columbi)

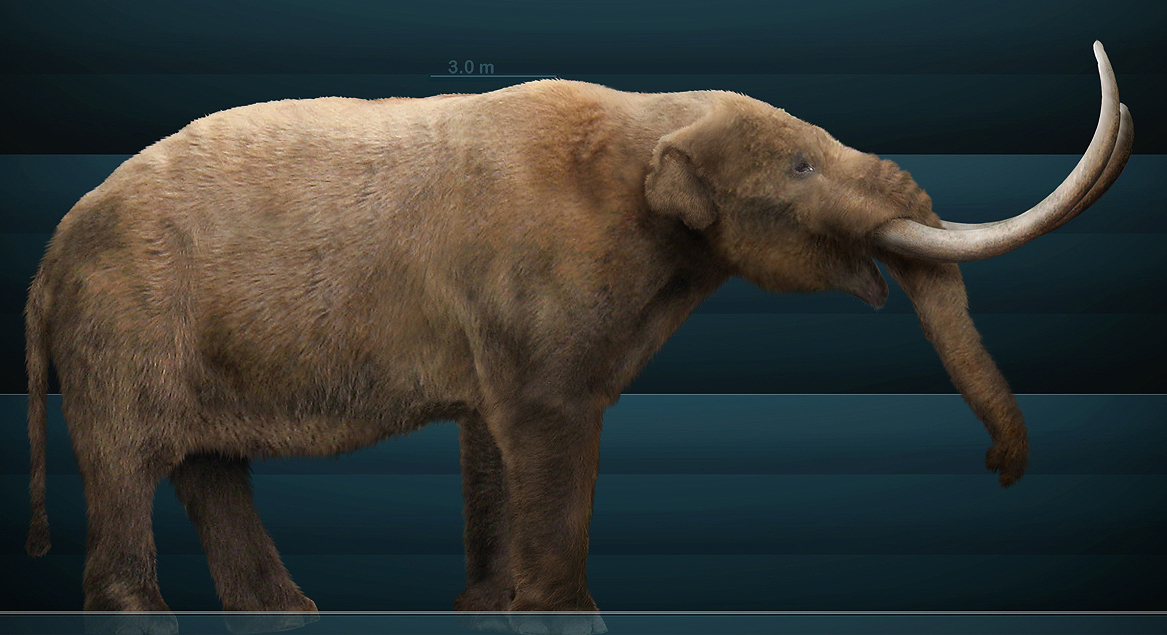
Phục dựng loài Mammut americanum.

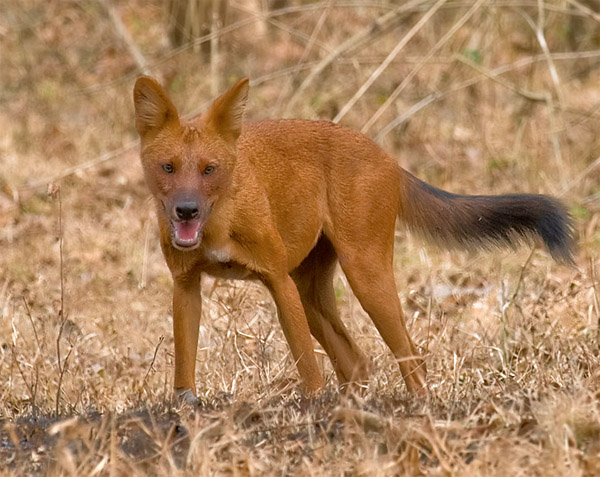
Sói đỏ, bị hạn chế ở phần nam châu Á, đã từng có mặt tại Iberia cho tới Mexico trong thế Canh Tân muộn.

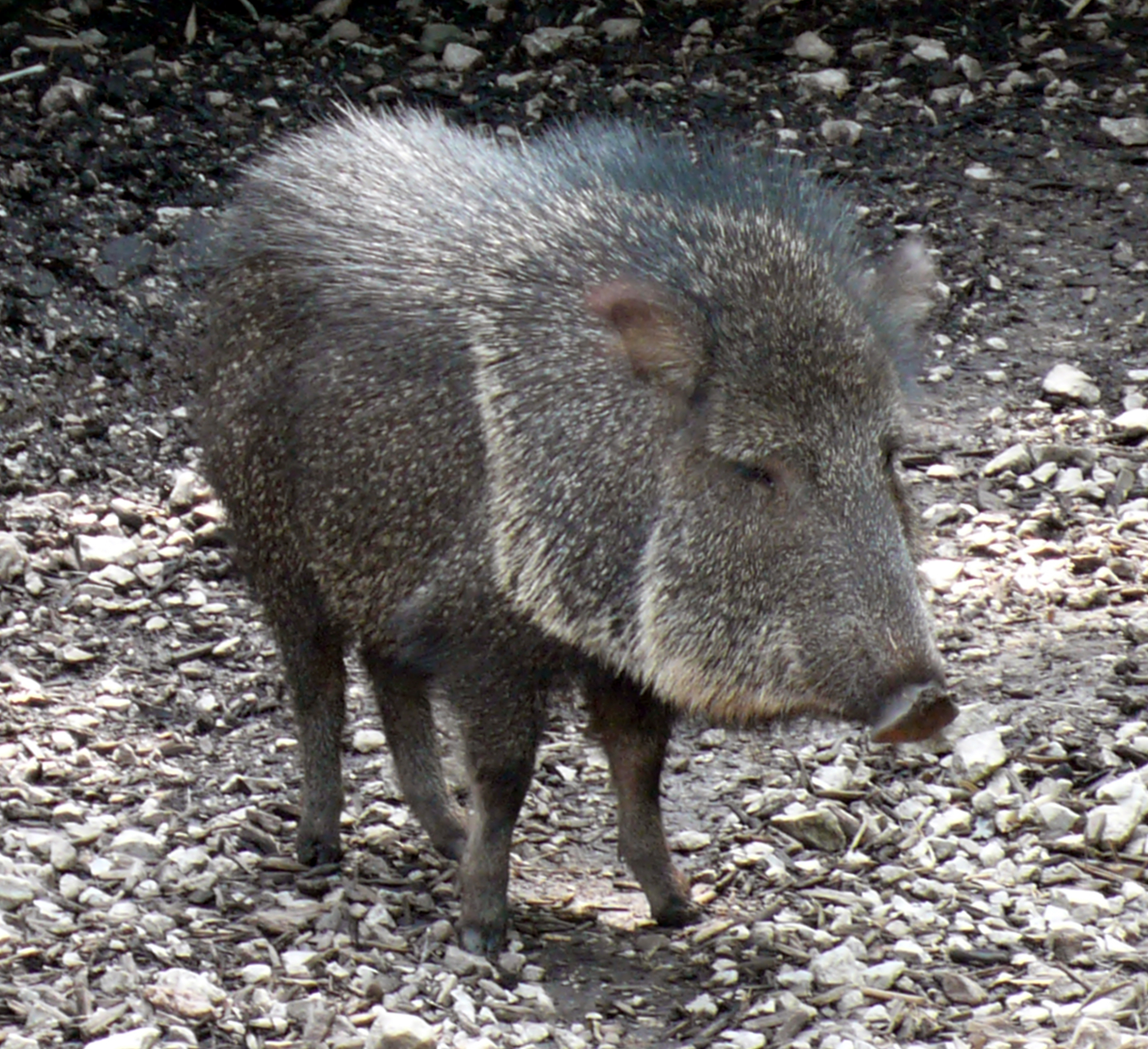
Một Chacoan peccary (Catagonus wagneri), believed to be the closest surviving relative of the extinct Platygonus.

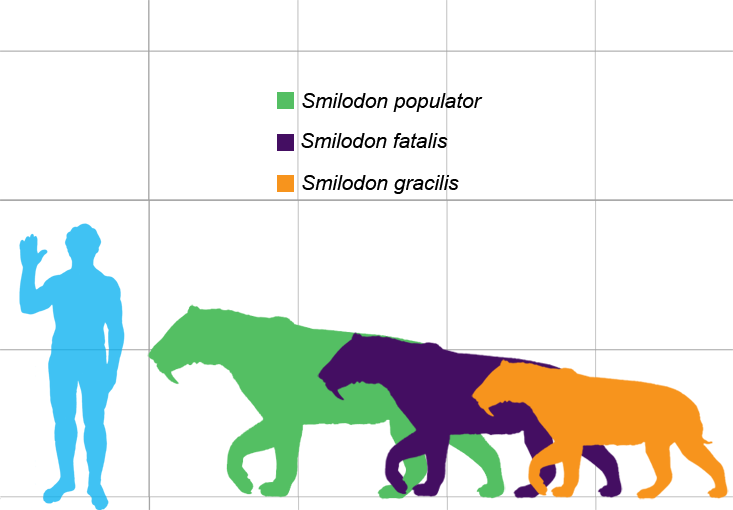
So sánh kích cỡ Smilodon fatalis (tím), S. popular (lục), và S. gracilis (cam) với người làm tỷ lệ. Môi ô biểu thị=1 m vuông.

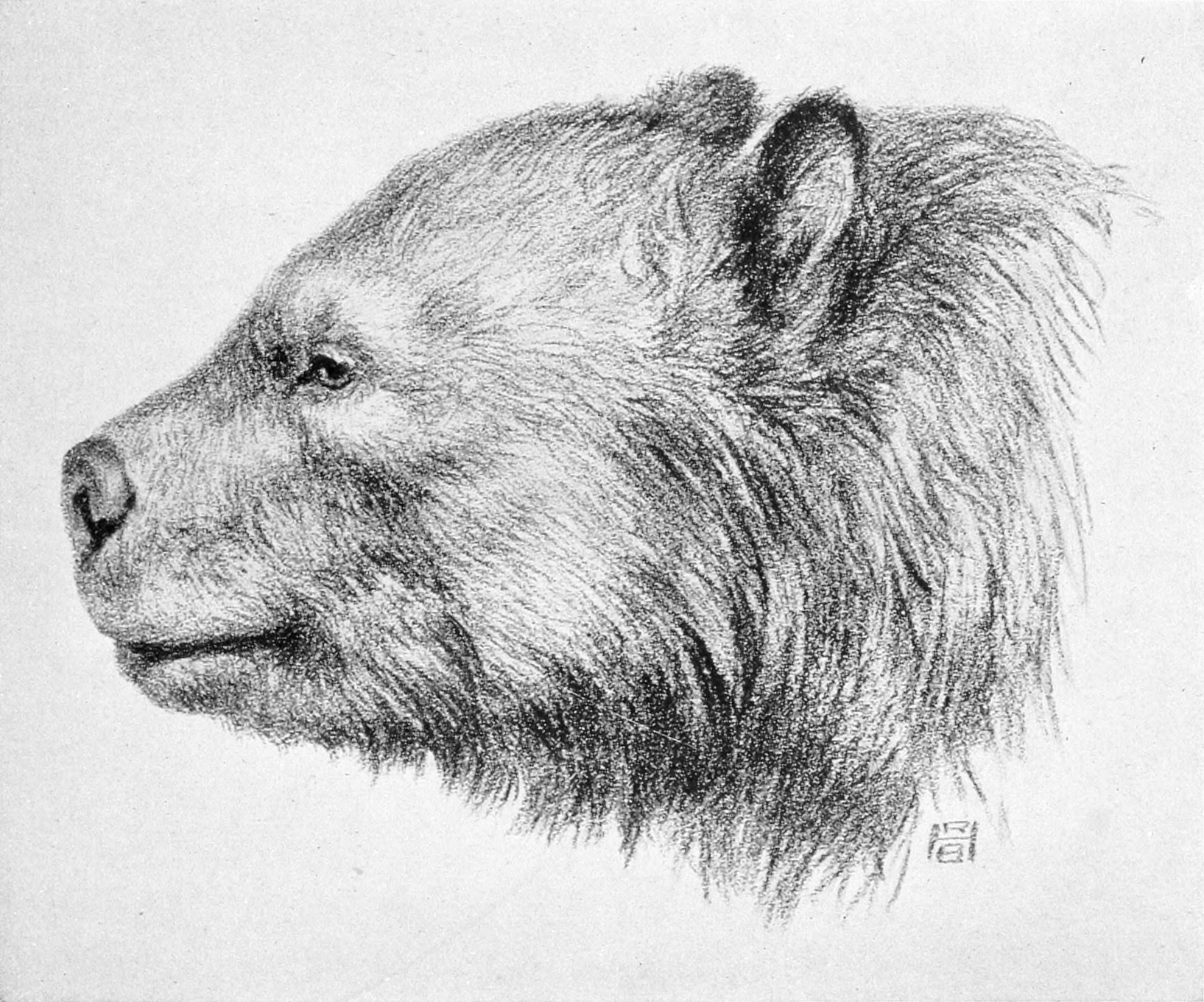
Phục dựng Arctotherium bonariense.

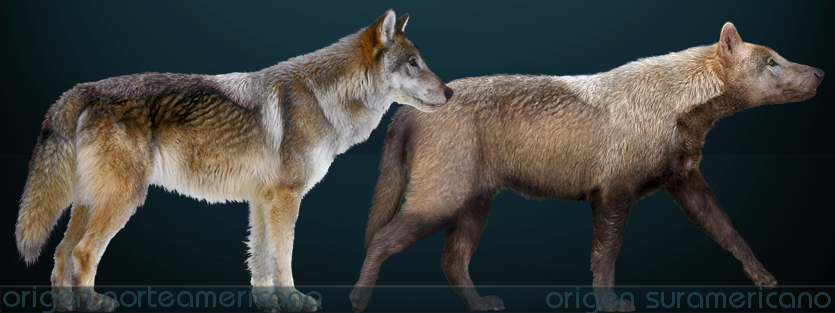
Phục dựng Canis dirus với hai kiểu nhìn khác nhau dựa trên phân vùng địa lý: Bắc và Nam Mỹ.

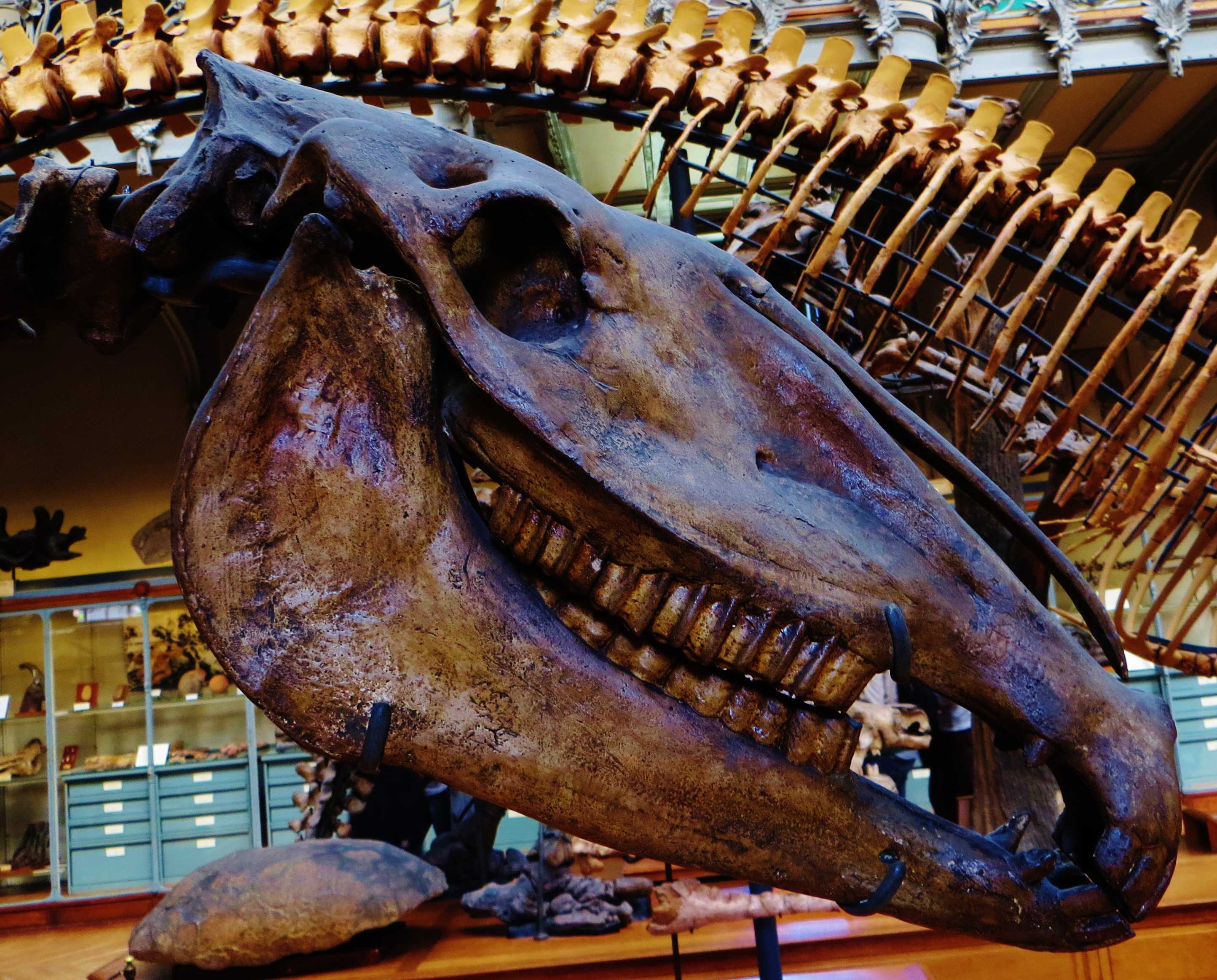
Hộp sọ Hippidion, a genus of horse native to South America which went extinct in the early Holocene (6,000 BCE).

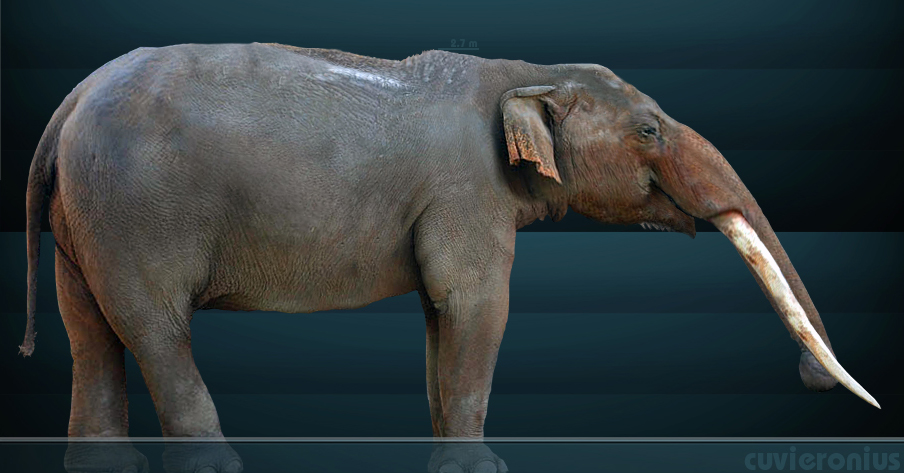
Cuvieronius reconstruction

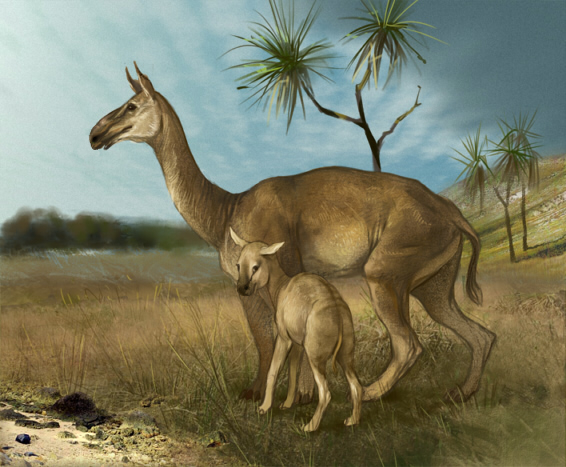
Phục dựng một cặp Macrauchenia mẹ và con, từ thế Canh Tân Nam Mỹ.

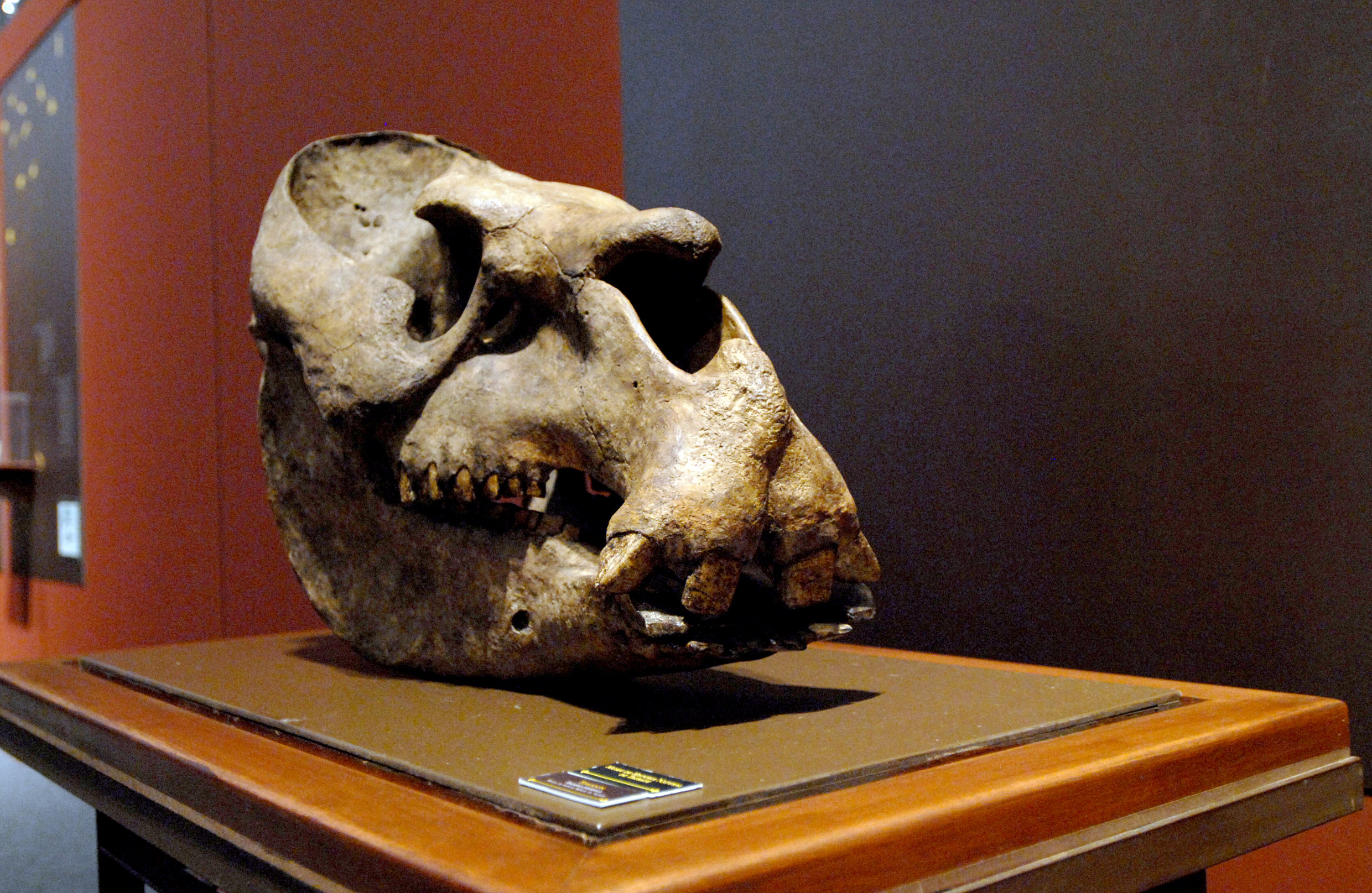
A Toxodon skull in an exhibition commemorating the 200th anniversary of Charles Darwin's birth, Esplanada dos Ministérios, Brasília

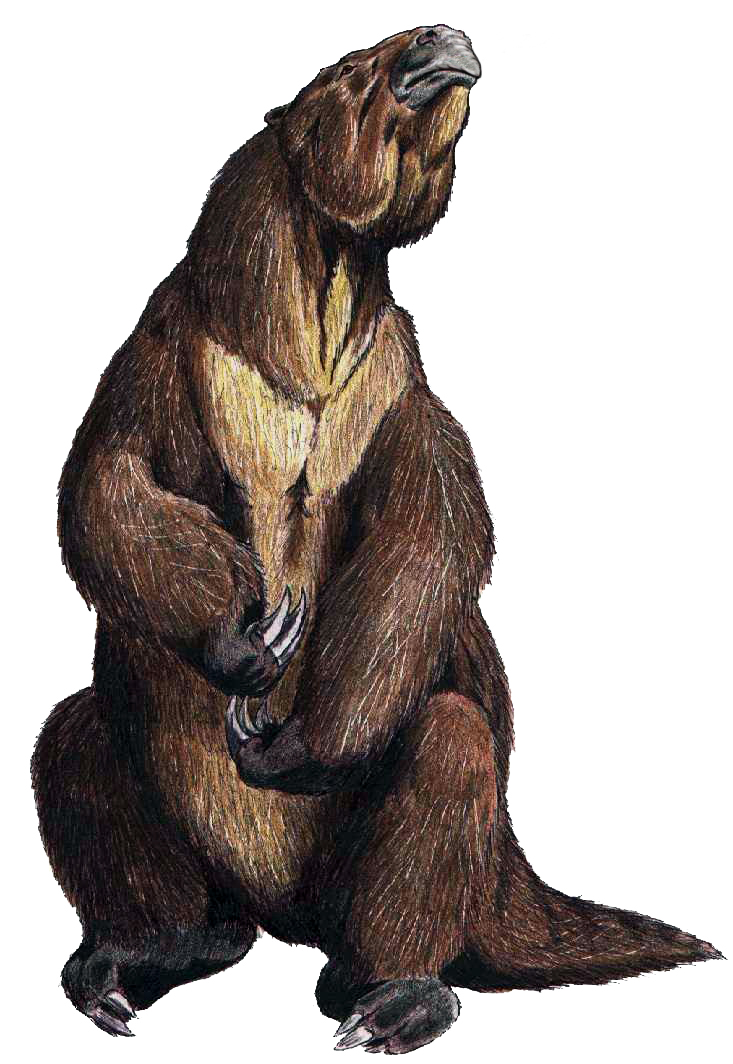
Minh họa chi Megatherium.

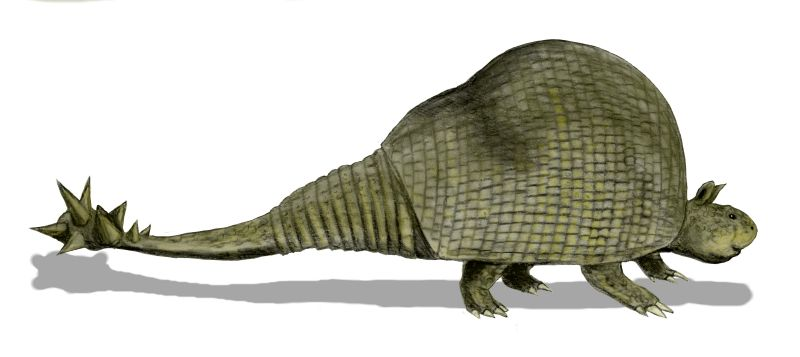
Phục dựng Doedicurus clavicaudatus, phân bố ở các trảng cỏ ôn đới và rừng gỗ của Nam Mỹ.

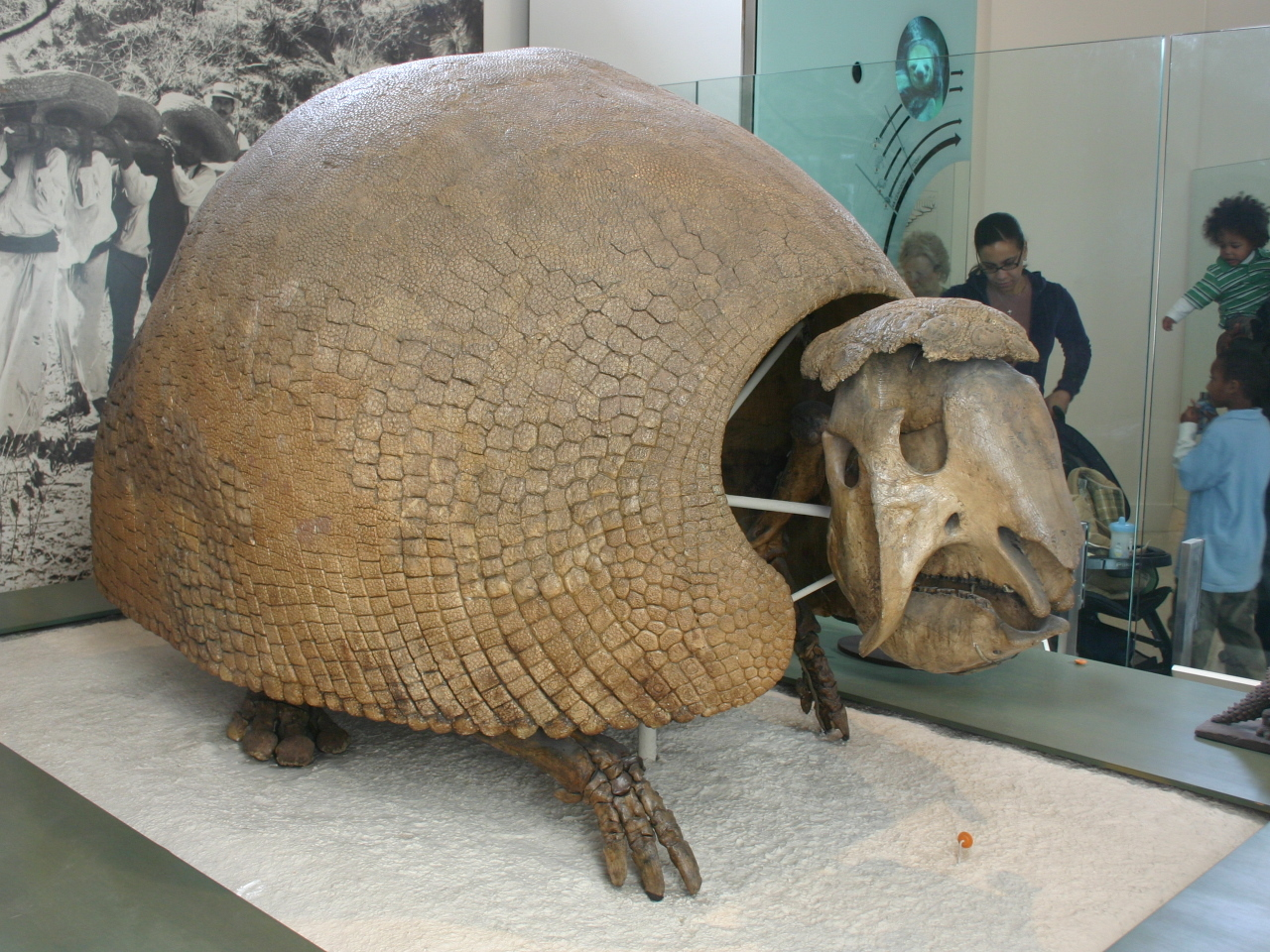
Phục dựng hóa thạch Panochthus frenzelianus với mô hình bằng kim loại.

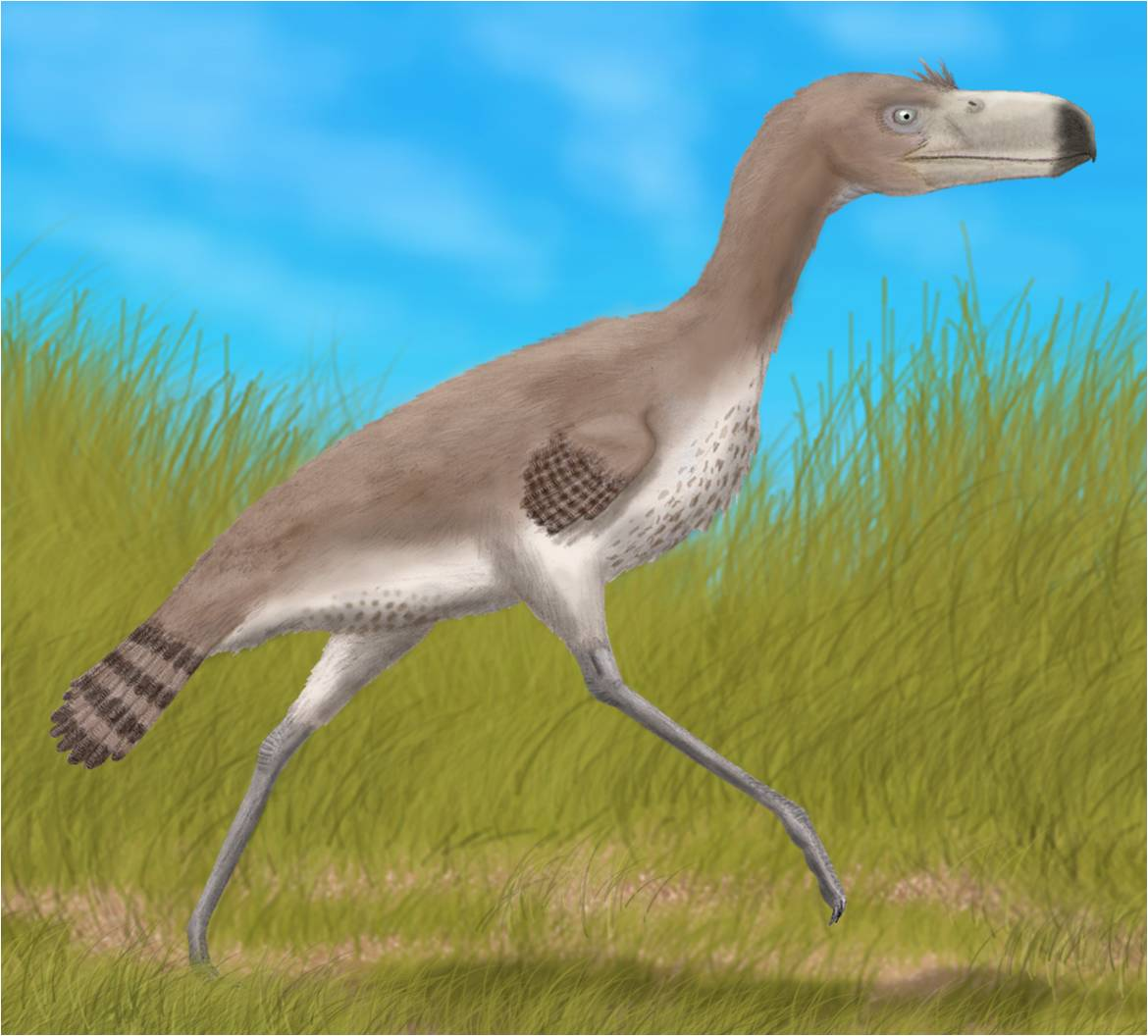
The disputed Late Pleistocene remains of a phorusrhacid in Uruguay are similar in size to the above Pliocene age Procariama simplex.

Trong 60.000 năm qua, bao gồm cả sự kết thúc của thời kỳ băng hà cuối cùng, khoảng 51 chi động vật có vú lớn đã bị tuyệt chủng ở Bắc Mỹ. Trong số này, nhiều sự tuyệt chủng có thể được quy lại trong một khoảng thời gian ngắn, đáng tin cậy là từ 11,5 đến 10.000 năm cacbon-14 trước đây, ngay sau khi người Clovis đến Bắc Mỹ. Các địa điểm cổ sinh vật học nổi bật bao gồm Mexico,[143][144][145][1] và Panama, ngã tư của cuộc Đại Trao đổi Sinh học châu Mỹ.[2] Hầu hết các sự tuyệt chủng khác bị hạn chế về thời gian, mặc dù một số chắc chắn xảy ra bên ngoài khoảng thời gian hẹp này.[146] Ngược lại, chỉ có khoảng nửa tá động vật có vú nhỏ biến mất trong thời gian này. Các xung tuyệt chủng Bắc Mỹ trước đây đã xảy ra vào cuối các lần băng hà, nhưng không phải là sự mất cân bằng sinh thái như vậy giữa các động vật có vú lớn và nhỏ. (Hơn nữa, các xung tuyệt chủng trước đây không thể đem ra so sánh với sự kiện tuyệt chủng Đệ tứ; chúng liên quan chủ yếu đến việc thay thế loài ở các hốc sinh thái, trong khi sự kiện tuyệt chủng này dẫn đến nhiều hốc sinh thái bị bỏ trống). Bao gồm cả loài chim khủng bố đặc hữu của Bắc Mỹ cuối cùng (Titanis), tê giác (Aphelops) và linh cẩu (Chasmaporthetes). Nơi cư trú của con người bắt đầu không đồng đều vào khoảng 22.000 TCN ở phía bắc sông băng, [6] và 13.500 TCN ở phía nam, [147] [148] tuy nhiên bằng chứng tranh chấp về nơi cư trú của con người ở phía nam tồn tại từ 130.000 TCN và 17.000 TCN trở đi, được mô tả từ di chỉ ở California và Meadowcroft tại California Pennsylvania.[143][149] Sự tuyệt chủng của động vật lớn bao gồm 41 loài động vật ăn cỏ (H) và 20 loài ăn thịt (C). Sự tuyệt chủng của Bắc Mỹ bao gồm: